# 4. Dezember
Der 4. Dezember ist der 338. Tag des gregorianischen Kalenders (der 339. in Schaltjahren), somit bleiben 27 Tage bis zum Jahresende.

## Ereignisse

### Politik und Weltgeschehen

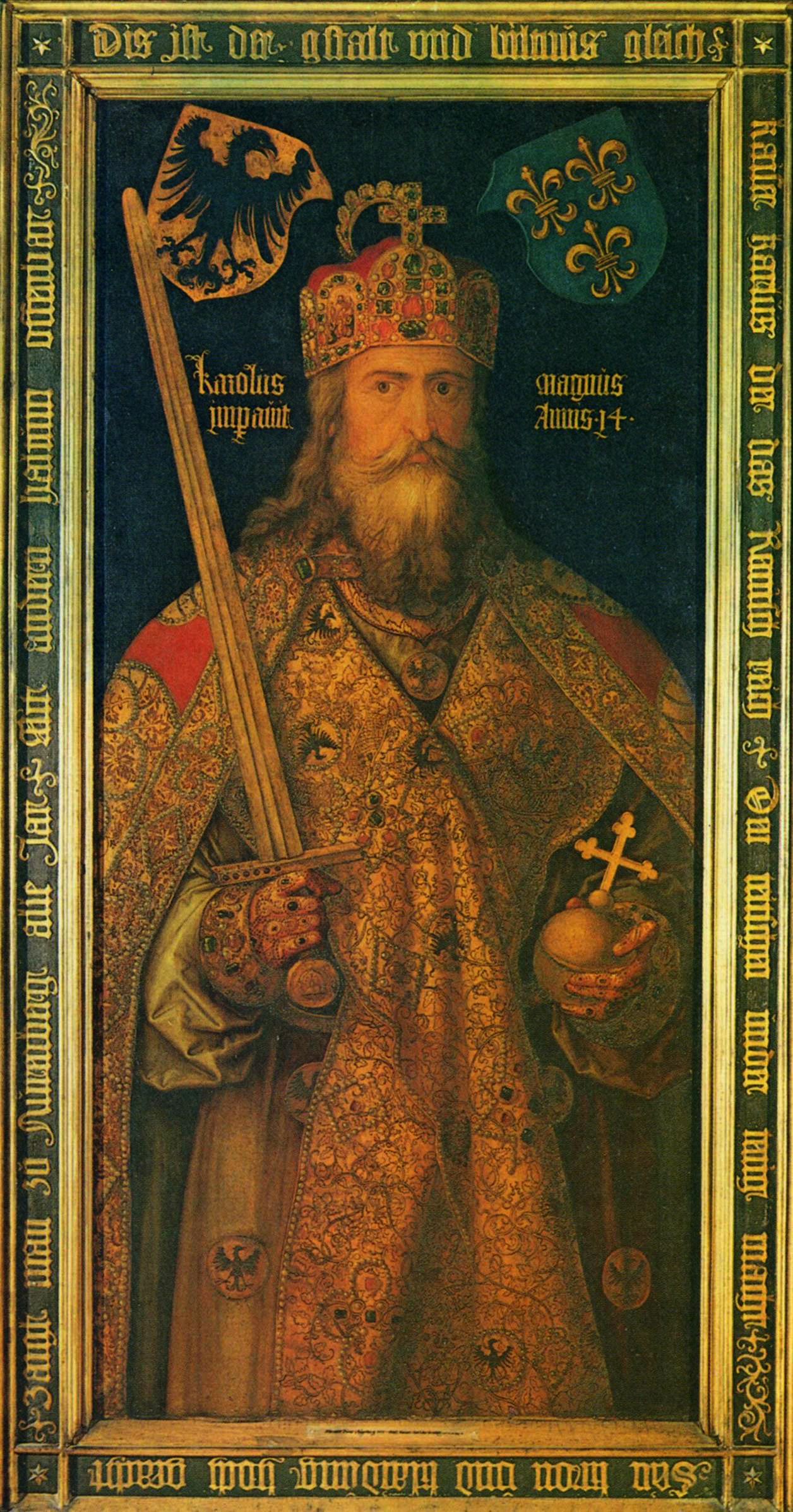
771: Karl der Große

- 0771: Karl der Große wird nach dem Tod seines Bruders und Mitregenten Karlmann I. Alleinherrscher im Frankenreich.
- 1110: Ein Kreuzfahrerheer nimmt die Stadt Sidon ein.
- 1248: Die über Alicante gelegene maurische Festung, das heutige Castillo de Santa Bárbara, wird von kastilischen Truppen unter König Alfons X. erobert.
- 1259: Im Vertrag von Paris verständigen sich Heinrich III. von England und der französische König Ludwig IX. über den englischen Festlandbesitz. Frankreich gibt einen Teil zuvor eroberter Gebiete an England zurück, während Heinrich die Ansprüche auf einige ehemals englische Ländereien aufgibt und den Lehnseid gegenüber dem französischen König schwört.
- 1534: Sultan Suleiman I. erobert im Konflikt mit den persischen Safawiden die Stadt Bagdad. Mesopotamien fällt an das Osmanische Reich.
- 1581: In Klagenfurt tritt der Landtag erstmals im neuerrichteten Landhaus zusammen.
- 1644: Im westfälischen Münster beginnen Konsultationen zwischen Frankreich, Spanien und Schweden über ein Ende des Dreißigjährigen Krieges, die schließlich zum Westfälischen Frieden führen.

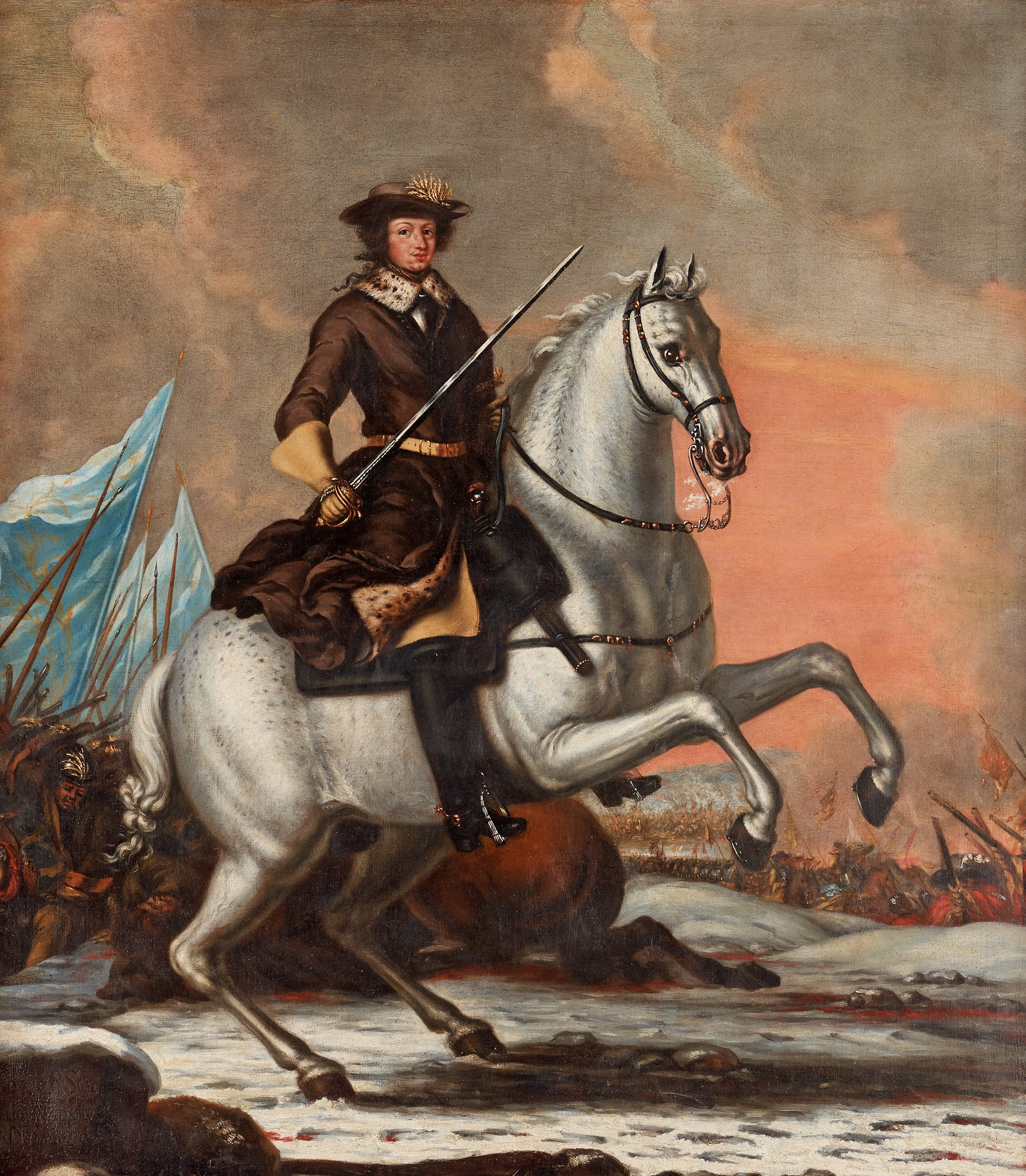
1676: Karl XI. in der Schlacht bei Lund

- 1676: Im Schonischen Krieg siegt Schweden, geführt von König Karl XI., in der Schlacht bei Lund über Dänemark.

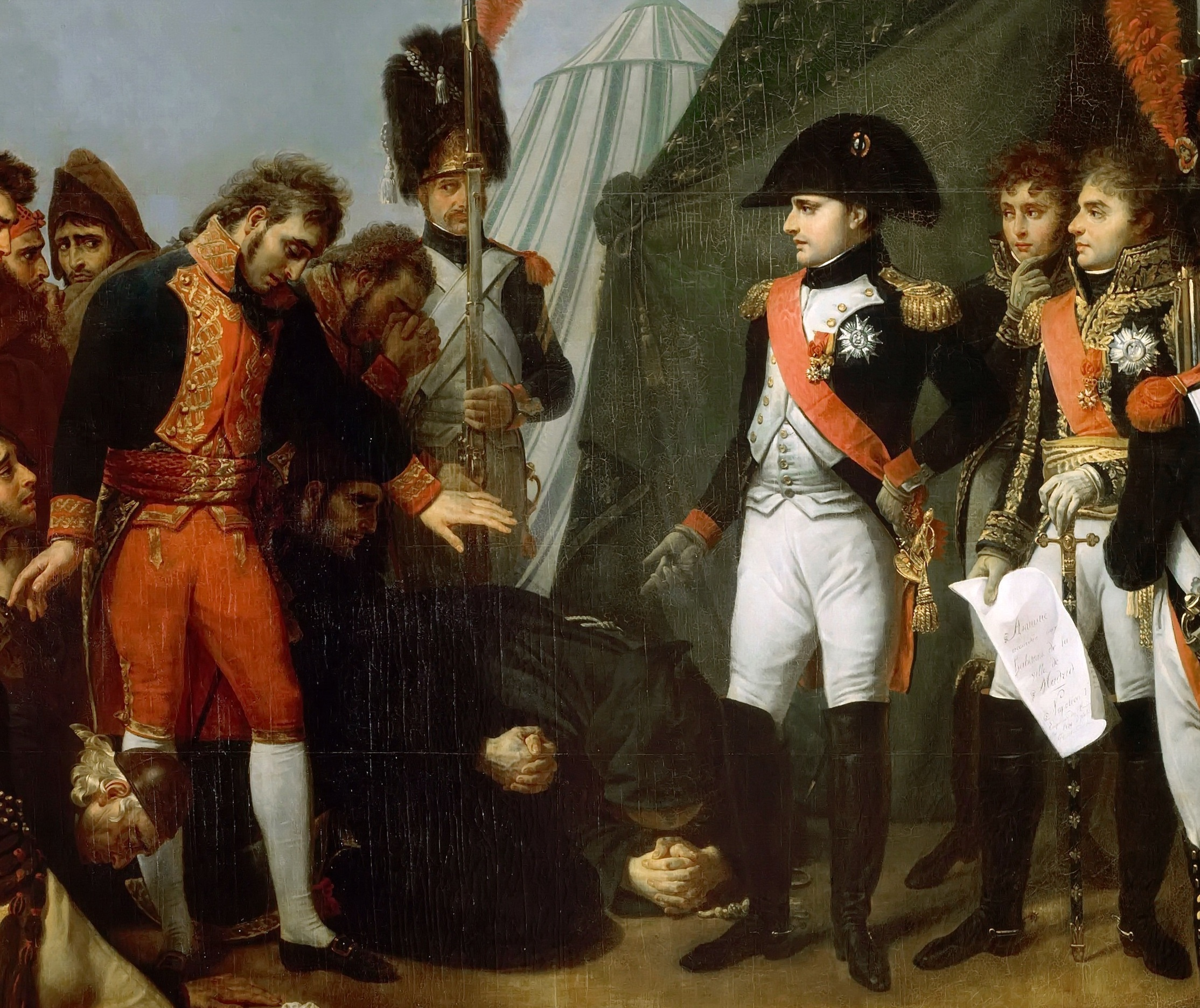
1808: Kapitulation Madrids

- 1808: Die Napoleonischen Kriege auf der Iberischen Halbinsel: Die spanische Hauptstadt Madrid kapituliert vor den Truppen Napoleon Bonapartes.
- 1808: Napoleon Bonaparte hebt die Inquisition in Spanien per Dekret auf.
- 1872: Der Frachtsegler Mary Celeste wird als Geisterschiff bei den Azoren auf dem Atlantik führerlos treibend entdeckt. Von den Menschen an Bord fehlt jede Spur.
- 1875: Dem unter anderem wegen Korruption einsitzenden Politiker William Tweed, Anführer des Männerbundes Tammany Hall, drittgrößter Grundstückbesitzer New Yorks und Wahlfälscher, gelingt die Flucht nach Kuba.
- 1897: Durch einen Friedensvertrag endet der Türkisch-Griechische Krieg. Trotz des osmanischen Sieges wird Kreta internationales Protektorat, Griechenland muss jedoch so hohe Reparationszahlungen leisten, dass das Land in der Folge insolvent wird.
- 1938: Im Sudetenland wird nach dessen Anschluss an das Deutsche Reich eine Ergänzungswahl zum Großdeutschen Reichstag durchgeführt.
- 1943: Leipzig erlebt seinen schwersten Bombenangriff während des Zweiten Weltkrieges durch britische Bomber.

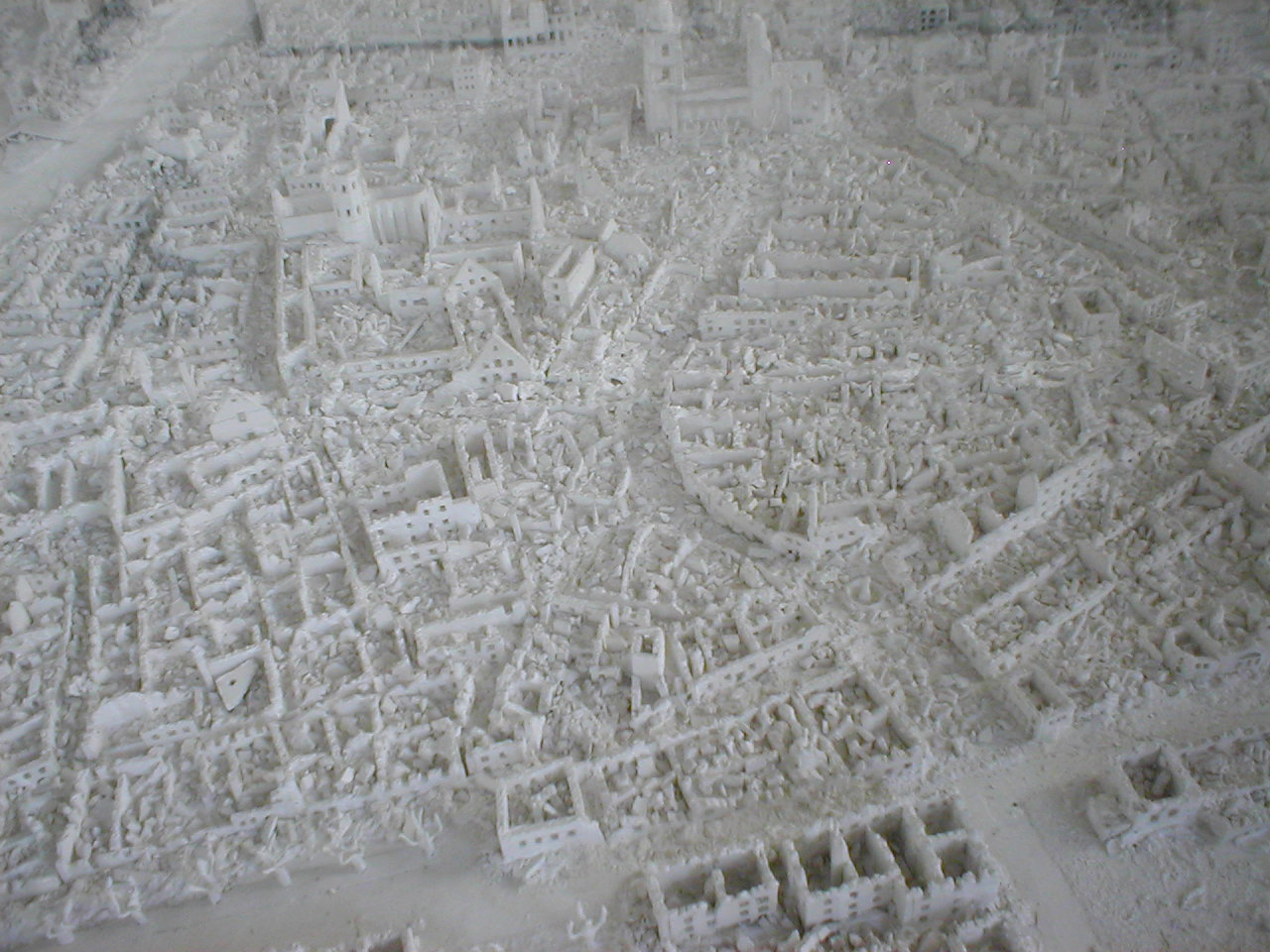
Modell des zerstörten Heilbronn 1944

- 1944: Der Luftangriff auf Heilbronn, dem bereits einige schwächere Angriffe vorausgegangen sind, zerstört die gesamte historische Innenstadt der Stadt; dabei sterben über 6.500 Menschen.
- 1945: Dem entlassenen Kölner Oberbürgermeister Konrad Adenauer wird von der britischen Militärregierung die zuvor von ihr verbotene politische Betätigung wieder erlaubt.
- 1945: Das französische Kabinett fordert die Abtretung des Rheinlandes und des Ruhrgebietes für die Zustimmung Frankreichs zur Bildung einer deutschen Zentralregierung.
- 1958: Benin scheidet als autonome Republik aus dem Kreis der französischen Kolonien in Afrika aus.
- 1976: Jean-Bédel Bokassa erklärt die Zentralafrikanische Republik zur Monarchie und sich selbst als Bokassa I. zum Kaiser des Zentralafrikanischen Kaiserreiches. Die Regierung wird durch den Conseil de la Révolution Centrafricaine ersetzt. Genau ein Jahr später lässt er sich in einer verschwenderischen Zeremonie zum Kaiser krönen.

1981: Lage der Ciskei in Südafrika

- 1981: Das Homeland Ciskei wird von Südafrika in die formelle Unabhängigkeit entlassen. Die Unabhängigkeit wird jedoch international aufgrund der Ablehnung der Apartheidspolitik nicht anerkannt.
- 1982: Die Verfassung der Volksrepublik China wird angenommen.
- 1997: Die Londoner Konferenz über Nazigold geht zu Ende. Die Rückgabe eines noch vorhandenen Goldbestandes von 5,5 Tonnen in alliierter Verwaltung an Holocaust-Geschädigte findet keine allgemeine Zustimmung.
- 2016: In einem Referendum stimmen die Wähler Italiens mit deutlicher Mehrheit gegen die von Ministerpräsident Matteo Renzi projektierte Verfassungsreform. Renzi tritt wenige Tage später infolge der Abstimmungsniederlage zurück.

### Wirtschaft
- 1718: Frankreichs Regent Philipp II. von Orléans erteilt John Law die Erlaubnis, seine Bank in die Banque Royale umzuwandeln. Nach vorausgegangener Gründung der Mississippi-Kompanie wird eine Aktienspekulation angeheizt, die wenige Monate später durch inflationär ausgegebenes Papiergeld zum Ruin der beiden Unternehmen und des Aktienbesitzes führt.
- 1791: In London wird die erste Sonntagszeitung The Observer herausgegeben.
- 1871: Im Deutschen Reich wird die Goldmark zu 100 Pfennig als einheitliche Währung eingeführt.
- 1881: Die Los Angeles Daily Times erscheint erstmals. Nach einem Konkurs wird das Blatt unter dem heutigen Namen Los Angeles Times zu einer auflagenstarken US-Tageszeitung.
- 1924: Die erste deutsche Funkausstellung wird von Reichspräsident Friedrich Ebert in Berlin eröffnet.
- 1954: Das erste Schnellrestaurant der Fastfood-Kette Burger King bedient in Miami im US-Bundesstaat Florida seine Kunden.
- 1964: Der Deutsche Bundestag stimmt der Gründung der Stiftung Warentest zu, die als unabhängige Institution in Deutschland angebotene Waren und Dienstleistungen prüfen soll.
- 1965: In Manila wird das Übereinkommen zur Errichtung der Asiatischen Entwicklungsbank unterzeichnet.

- 1985: In Düsseldorf wird bekannt, dass Friedrich Karl Flick beabsichtigt, sein Imperium an die Deutsche Bank zu verkaufen.

### Wissenschaft und Technik
- 1639: Jeremia Horrocks gelingt erstmals die Beobachtung eines Venustransits.
- 1894: Der Meteorologe Arthur Berson stellt bei einer wissenschaftlichen Luftfahrt mit 9155 m einen neuen Höhenweltrekord auf.
- 1915: Mit der Schlusssteinweihe wird der Hauptbahnhof in Leipzig komplett in Betrieb genommen.
- 1948: Die neu gegründete Freie Universität Berlin wird feierlich eingeweiht.
- 1958: Mit der 152/I V1 hebt in Dresden das erste in Deutschland entwickelte Passagierstrahlflugzeug zu seinem Erstflug ab.

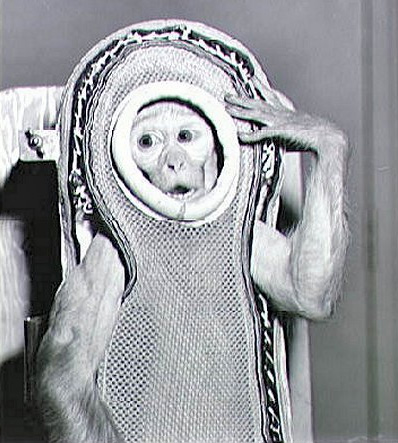
1959: Sam bei seinem Raumflug

- 1959: Im Rahmen des Mercury-Programms schießt die NASA den Rhesusaffen Sam mit der Mission Mercury-Little-Joe 2 in den Weltraum, um die Funktionalität des Rettungssystems zu testen. Der Test verläuft erfolgreich.

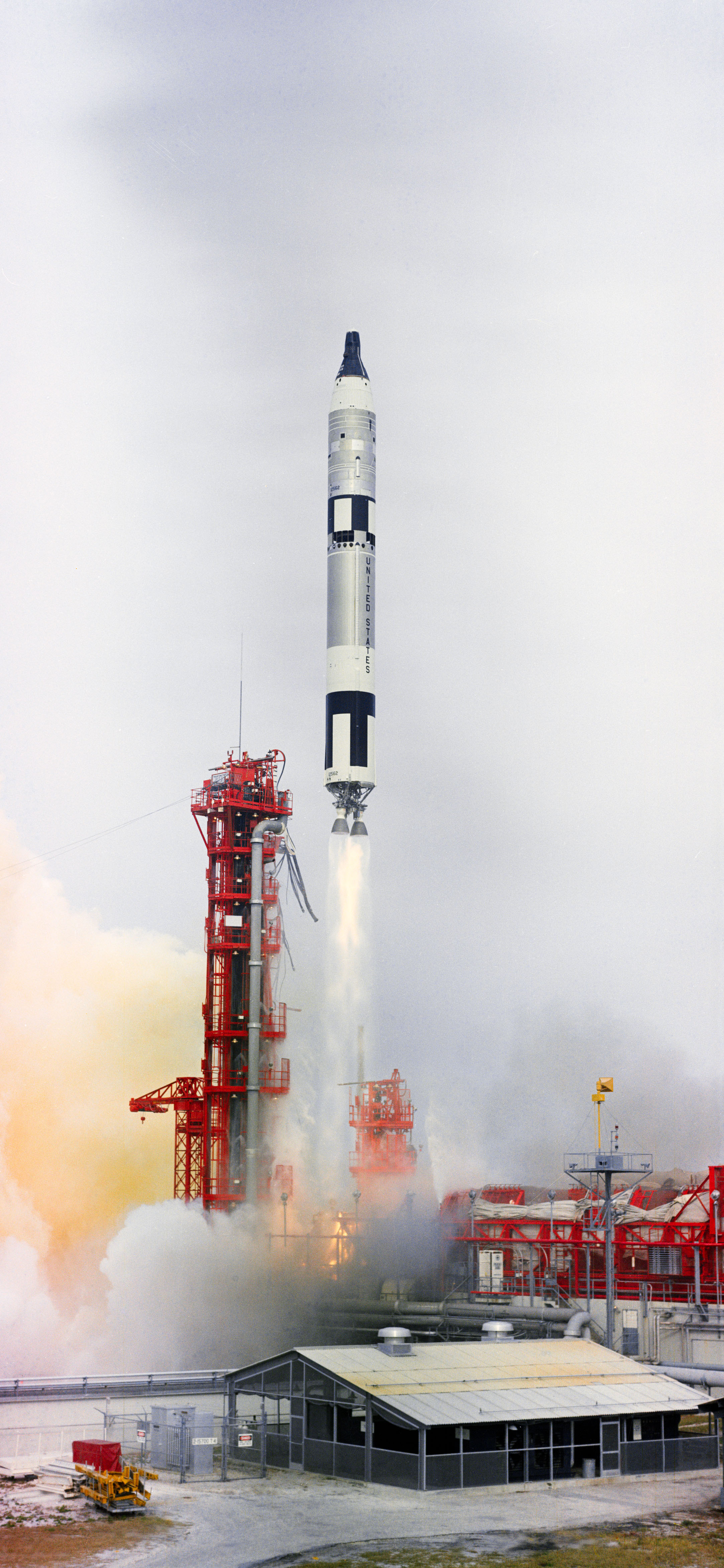
1965: Gemini 7 – Start

- 1965: Frank Borman und James A. Lovell starten mit Gemini 7 zu ihrem 14-tägigen Raumflug.

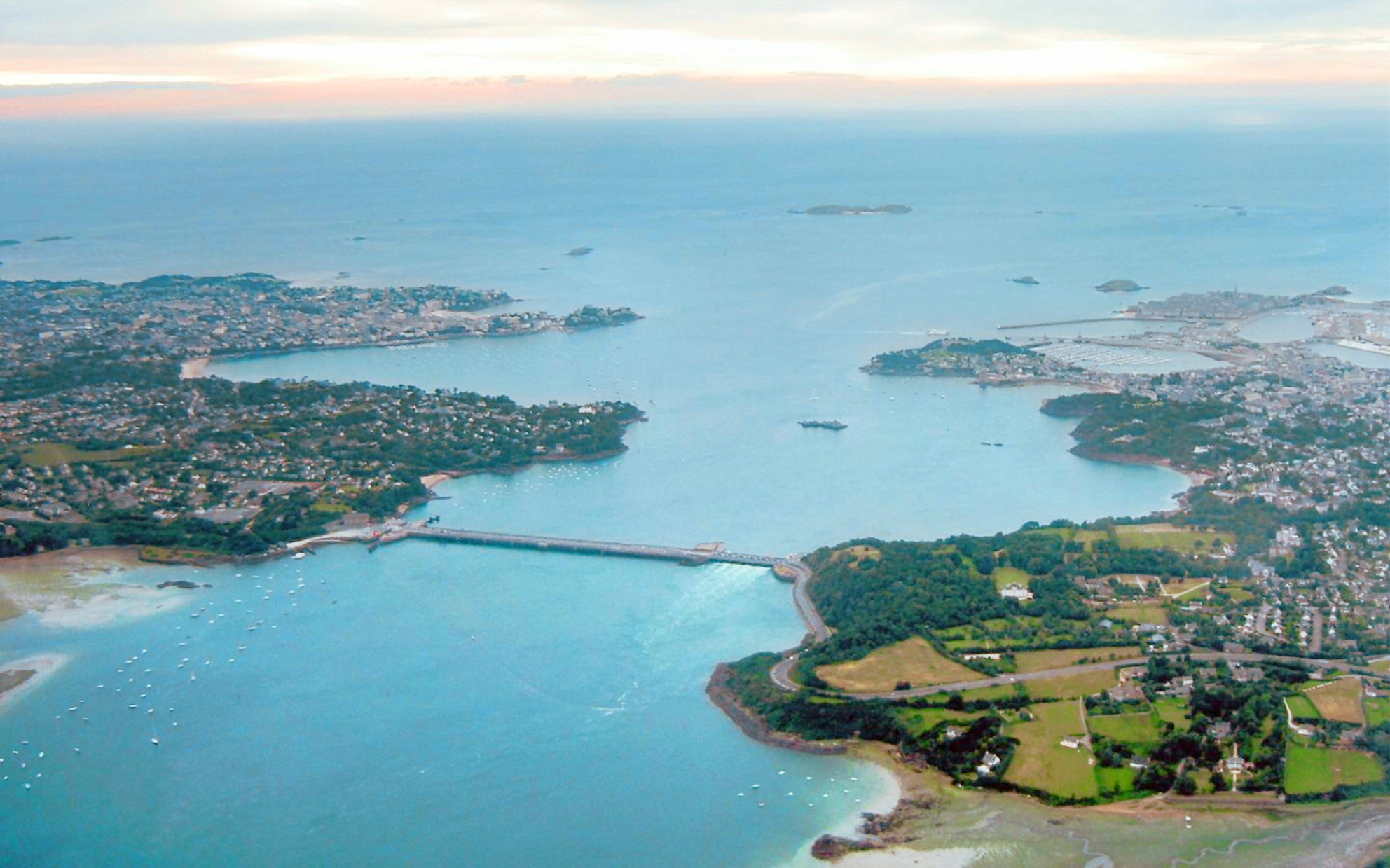
1967: Gezeitenkraftwerk bei Saint-Malo

- 1967: Das Gezeitenkraftwerk Rance bei Saint-Malo in der Bretagne speist erstmals elektrischen Strom in das französische Netz ein. Es bleibt für mehr als 40 Jahre das größte Kraftwerk seiner Art.
- 1996: Der NASA-Lander Mars Pathfinder, mit dem Rover Sojourner an Bord, wird gestartet.
- 1998: Unity, das zweite Modul der Internationalen Raumstation (ISS), wird an Bord der Raumfähre Endeavour im Rahmen der Mission STS-88 gestartet.
- 2012: Der Katzenbergtunnel, mit 9.385 m der längste aus zwei Röhren bestehende Eisenbahntunnel Deutschlands, wird eröffnet.
- 2020: In Berlin wird die Verlängerung der U5 zwischen den Stationen Alexanderplatz und Brandenburger Tor eröffnet. Damit verbindet die Linie U5 nun den Berliner Hauptbahnhof mit der im Osten gelegenen Endhaltestelle Hönow in Brandenburg.

### Kultur
- 1773: In Versailles erfolgt die Uraufführung der lyrischen Tragödie Sabinus von François-Joseph Gossec.
- 1909: Am Münchner Hoftheater wird die komische Oper Susannens Geheimnis von Ermanno Wolf-Ferrari uraufgeführt.
- 1913: An der Hofoper in Dresden wird die komische Oper Der Liebhaber als Arzt von Ermanno Wolf-Ferrari uraufgeführt.
- 1920: Die Uraufführung der Oper Die tote Stadt von Erich Wolfgang Korngold findet gleichzeitig am Hamburgischen Stadt-Theater sowie am Stadttheater Köln statt.
- 1926: Im deutschen Dessau wird der von Walter Gropius entworfene Neubau des sogenannten Bauhauses, der Kunst-, Design- und Architekturschule der Klassischen Moderne, eingeweiht.
- 1930: Der Film Im Westen nichts Neues nach dem gleichnamigen Roman von Erich Maria Remarque wird im Berliner Mozartsaal am Nollendorfplatz uraufgeführt, woraufhin sofort eine massive Kampagne der Nationalsozialisten gegen den pazifistischen Film beginnt.
- 1964: Mit dem moderierenden Entertainer Lou van Burg beginnt im ZDF zum ersten Mal die Spielshow Der goldene Schuß.
- 1971: Während eines Konzerts von Frank Zappa & the Mothers in Montreux bricht Feuer aus – das Ereignis inspiriert Deep Purple zu Smoke on the Water.
- 1980: Nach dem Tod des Schlagzeugers John Bonham am 25. September geben Led Zeppelin ihre Auflösung bekannt.
- 1993: Im Großen Haus der Württembergischen Staatstheater in Stuttgart wird das abendfüllende Handlungsballett Mata Hari von Renato Zanella (Choreografie und Libretto) nach Musik von Dmitri Schostakowitsch vom Stuttgarter Ballett uraufgeführt.

### Gesellschaft
- 1974: Jean-Paul Sartre erhält vom Oberlandesgericht Stuttgart die Erlaubnis, den in der Justizvollzugsanstalt Stuttgart inhaftierten Terroristen Andreas Baader zu besuchen.

### Religion
- 0963: Leo VIII. wird von einer Synode zum Papst gewählt.
- 1154: Nicholas Breakspear wird als erster und bisher einziger Engländer zum Papst gewählt und tritt mit der tags darauf stattfindenden Inthronisation sein Amt unter dem Namen Hadrian IV. an.
- 1563: Das Konzil von Trient geht mit der dritten Sitzungsperiode zu Ende. Die römisch-katholische Kirche grenzt sich vom Protestantismus ab.

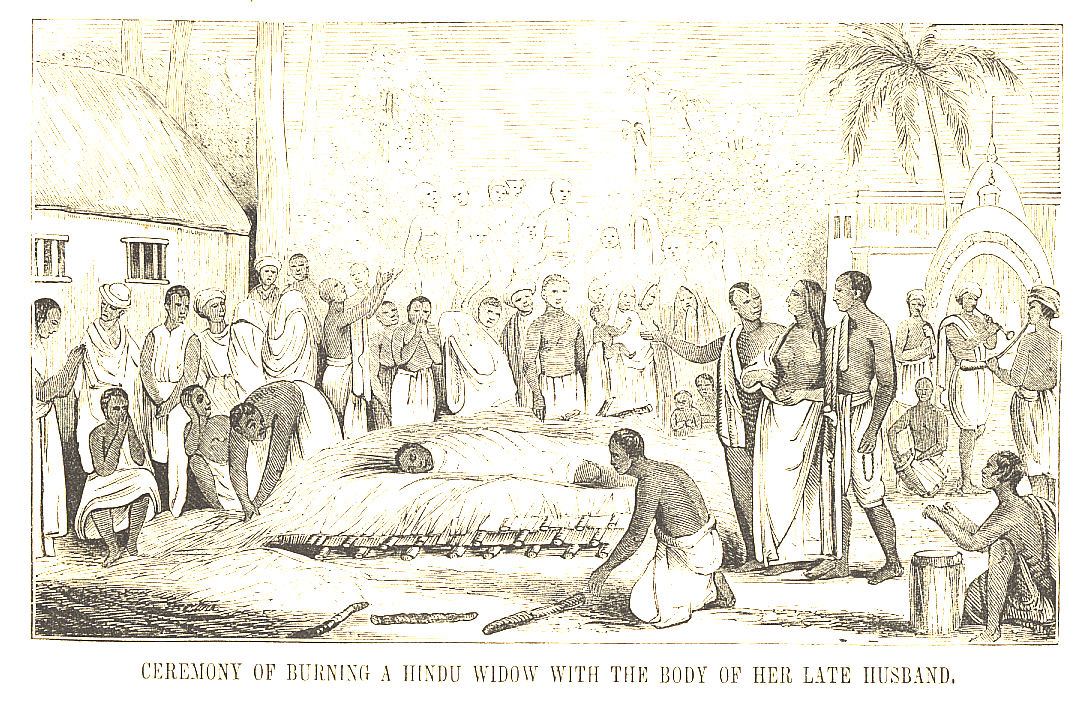
1829: Darstellung einer Witwenverbrennung

- 1829: Der britische Generalgouverneur in Indien, Lord William Cavendish-Bentinck, verbietet die im hinduistischen Glauben wurzelnde Witwenverbrennung (Sati).
- 1963: Am Ende der zweiten Sitzungsperiode beschließt das Zweite Vatikanische Konzil die Dokumente Sacrosanctum Concilium zur Liturgiereform, nach dem katholische Messen in der jeweiligen Landessprache gehalten werden dürfen, und Inter mirifica über moderne Kommunikationsmittel. Papst Paul VI. gibt den völlig unvorbereiteten Konzilsangehörigen überdies bekannt, dass er vom 4. bis zum 6. Januar des Folgejahres ins Heilige Land Israel reisen werde.

### Katastrophen
- 1974: Eine niederländische Douglas DC-8 mit indonesischen Muslimen auf der Pilgerfahrt nach Mekka an Bord stürzt über Colombo, Sri Lanka, ab. Alle 191 Menschen sterben.
- 1977: Eine entführte Boeing 737 der Malaysia Airlines explodiert aus unbekannten Gründen über Joho Bahrain, Malaysia. Alle 100 Menschen an Bord sterben.
- 2009: Bei einer durch Feuerwerkskörper ausgelösten Brandkatastrophe in einem Nachtclub im russischen Perm sterben 113 Menschen.

Kleinere Unglücksfälle sind in den Unterartikeln von Katastrophe und in der Liste von Katastrophen aufgeführt.

### Natur und Umwelt

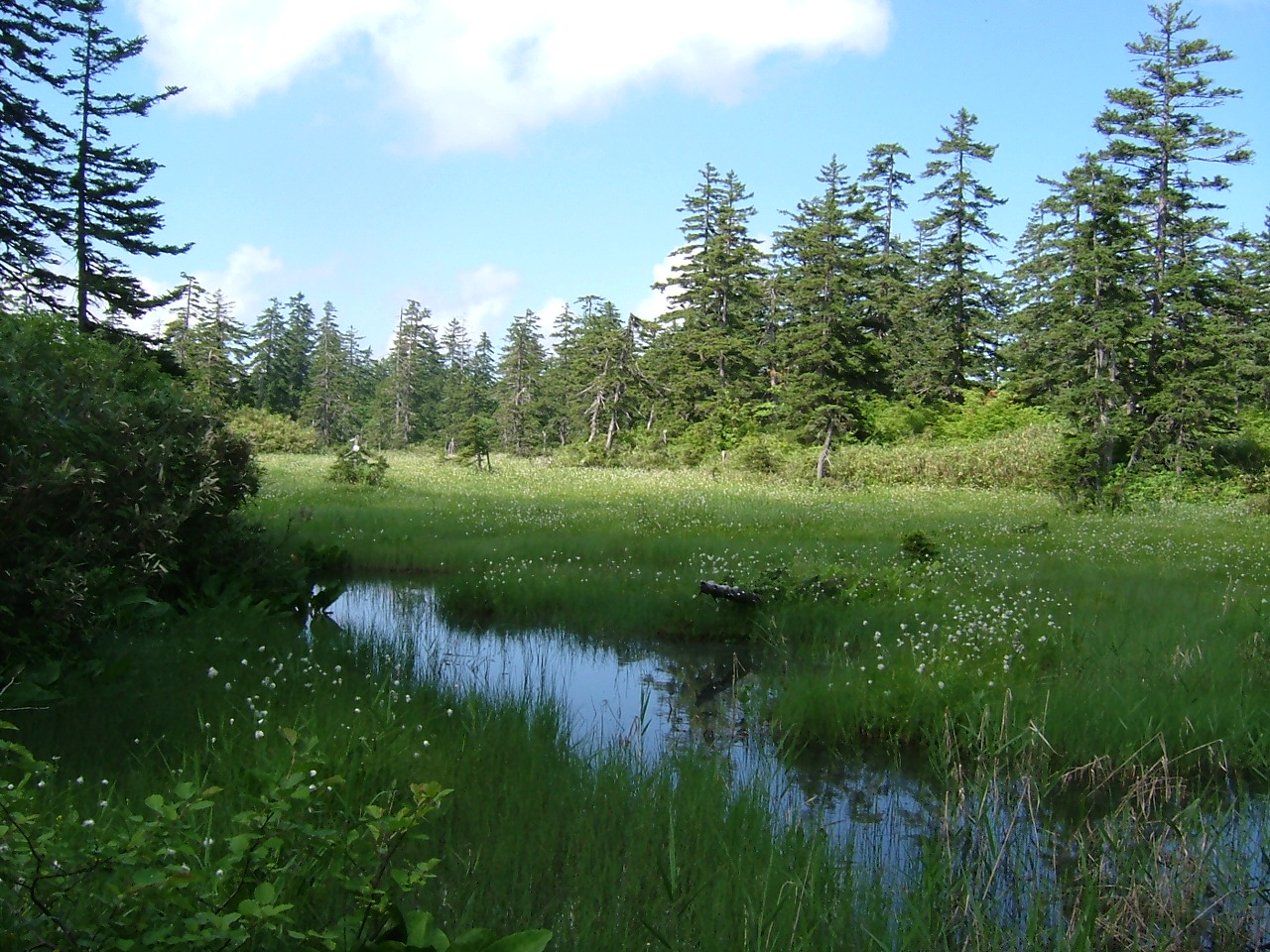
1934: Daisetsuzan-Nationalpark

- 1934: Der Daisetsuzan-Nationalpark, mit einer Fläche von 2.267,64 km² Japans größter Nationalpark, wird eingerichtet.

### Sport
- 1887: Gründung des schwedischen Fußballvereins Örgryte IS.
- 1909: Die frankophone kanadische Eishockey-Mannschaft Le Club de Hockey Canadien, seit 1917 als Gründungsmitglied in der nordamerikanischen Eishockeyliga NHL und eines der erfolgreichsten Teams in deren Geschichte, wird in Montréal gegründet.
- 1934: In Bangkok wird auf dem Sanam Luang erstmals das jährliche Fußballspiel zwischen der Chulalongkorn-Universität und der Thammasat-Universität ausgetragen. Absolventen der Suan-Kulab-Wittayalai-Schule initiieren das Spiel als Wettkampfvergleich zwischen den beiden Universitäten nach dem Vorbild des traditionellen Boat Race zwischen Oxford und Cambridge oder dem japanischen Keio-Waseda-Baseballspiel.
- 2004: Die IAAF vergibt die Leichtathletik-Weltmeisterschaften 2009 nach Berlin.
- 2011: Der erste Weltmeister im Roller Derby wird die USA mit einem 336:33-Sieg gegen Kanada. Das Finale wird in Toronto ausgetragen.

Einträge von Leichtathletik-Weltrekorden befinden sich unter der jeweiligen Disziplin unter Leichtathletik.

## Geboren

### Vor dem 19. Jahrhundert
- 0034: Aulus Persius Flaccus, römischer Dichter etruskischer Abstammung
- 1428: Bernhard VII., deutscher Adliger, Landesherr von Lippe
- 1495: Matthäus Alber, deutscher Reformator
- 1512: Jeronimo Zurita, spanischer Historiker
- 1555: Heinrich Meibom auch Heinrich Meibom der Ältere, deutscher Historiker und Dichter
- 1595: Jean Chapelain, französischer Schriftsteller
- 1614: Hans Joachim Haltmeyer, Schweizer Apotheker und Bürgermeister von St. Gallen
- 1617: Evaristo Baschenis, italienischer Maler
- 1631: Antonio Petrini, fränkischer Baumeister italienischer Abstammung
- 1639: Heinrich Balthasar Roth, deutscher Rechtswissenschaftler
- 1650ː Maria Dorothea Omeis, deutsche Barock-Lyrikerin
- 1655: Karl XI., König von Schweden und in Personalunion Herzog von Zweibrücken
- 1692: Ferdinand Leopold, Graf von Hohenzollern-Sigmaringen und erster Minister des Kurfürstentums Köln
- 1711: Maria Barbara de Bragança, Königin von Spanien
- 1717: Christian Gottlieb Gottschald, erzgebirgischer Hammerherr
- 1717: Norbert Grund, böhmischer Maler
- 1718: Carl August von Veltheim, deutscher Generalleutnant und Generalinspekteur der hannoverschen Kavallerie
- 1727: Johann Gottfried Zinn, deutscher Mediziner und Botaniker
- 1729: Johann Philipp Julius Rudolph, deutscher Mediziner und Hochschullehrer
- 1730: Johann Jacob Sartorius, deutscher evangelischer Geistlicher und Pädagoge
- 1737: Christian Jacob von Zwierlein, deutscher Advokat und Prokurator am Reichskammergericht zu Wetzlar
- 1752: Fernando José de Portugal e Castro, portugiesischer Adliger und Vizekönig von Brasilien
- 1754: Friedrich Julius Heinrich von Soden, deutscher Schriftsteller, Theaterleiter, Publizist und Politiker
- 1767: John Adams, britischer Meuterer auf der Bounty, Mitgründer der Kolonie auf Pitcairn
- 1775: Francisco Xavier de Garaycoa, ecuadorianischer Geistlicher und Erzbischof von Quito
- 1777: Julie Récamier, französische Salondame
- 1787: Johan Fredrik Berwald, schwedischer Komponist

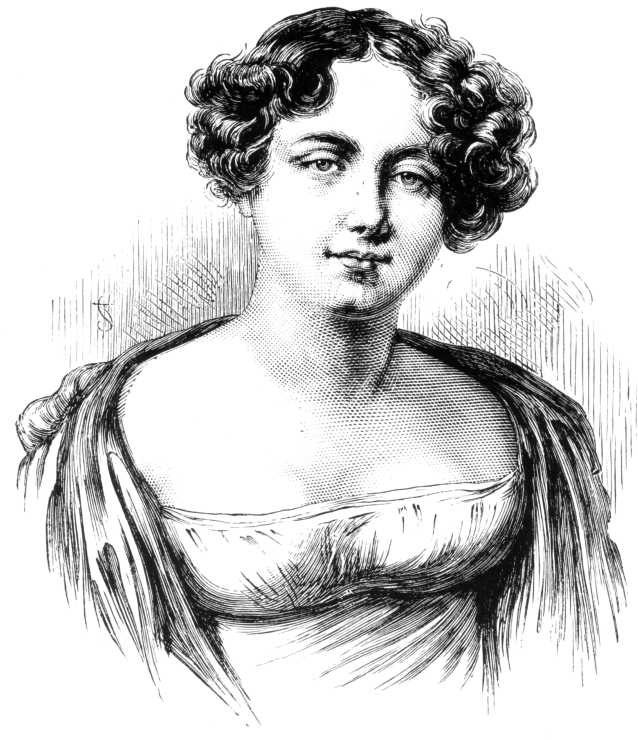
Jane Griffin (* 1791)

- 1791: Jane Griffin, britische Adelige und Abenteuerin
- 1791: Johann Gottlob Töpfer, deutscher Organist, Komponist und Theoretiker des Orgelbaus
- 1792: Johann Philipp Julius Rudolph, deutscher Mediziner und Hochschullehrer
- 1795: Thomas Carlyle, britischer Essayist
- 1798: Jules Dufaure, französischer Jurist, Politiker und Premierminister
- 1800: Emil Aarestrup, dänischer Dichter
- 1800: William Fenwick Williams, britischer General und Gouverneur von Gibraltar

### 19. Jahrhundert
- 1803: Aloys Zötl, österreichischer Färbermeister und Maler
- 1804: August Heinrich Andreae, deutscher Architekt, Stadtbaumeister, Maler und Radierer
- 1804: Joseph Aub, deutscher Reformrabbiner
- 1806: Wilhelm Meyer, Schweizer Offizier und Bühnen- und Architekturmaler
- 1808: Max Joseph in Bayern, bayerischer Herzog
- 1811: Martin Hammerich, dänischer Pädagoge
- 1811: Robert Lowe, 1. Viscount Sherbrook, britischer Politiker

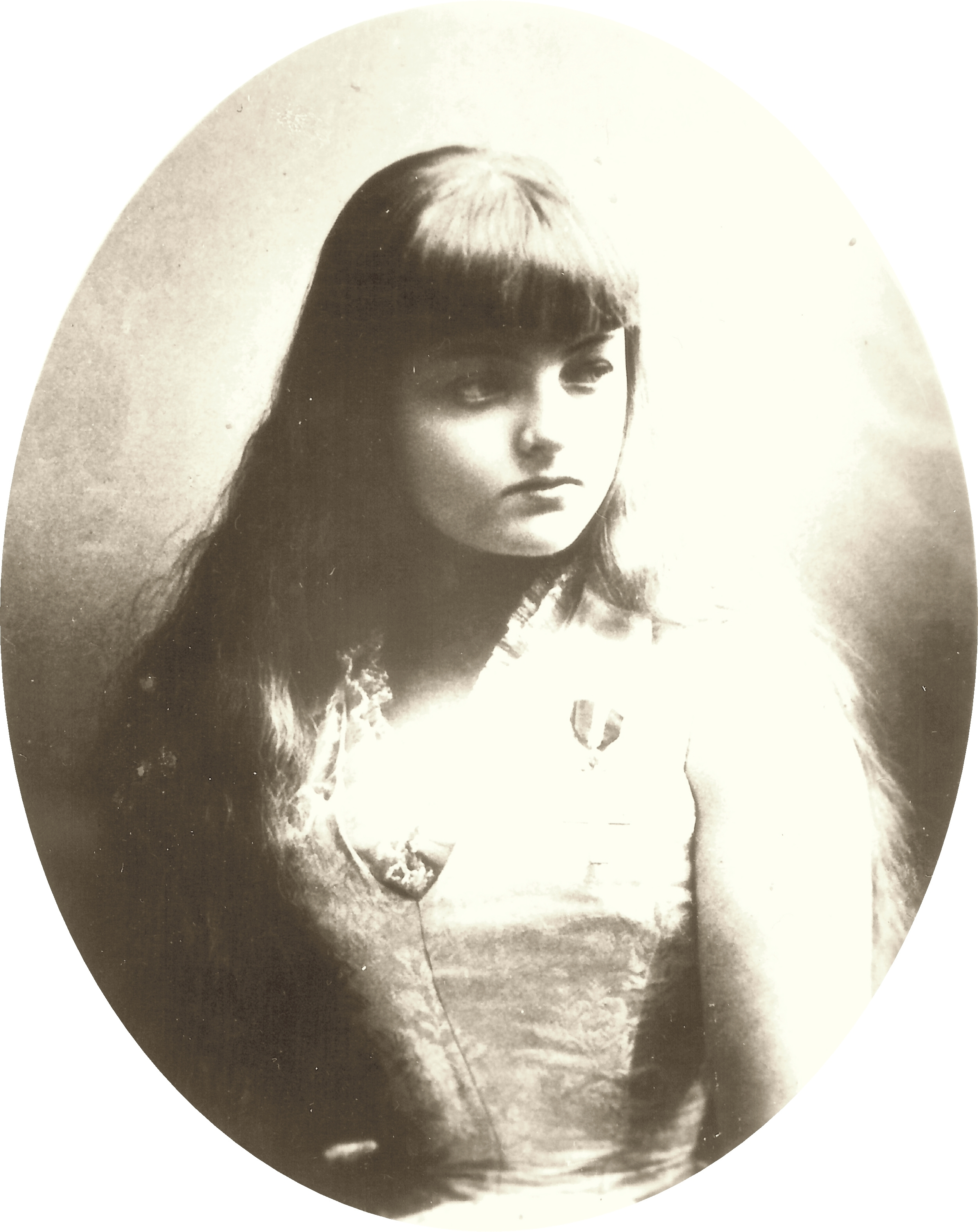
Elvira Madigan (* 1867)

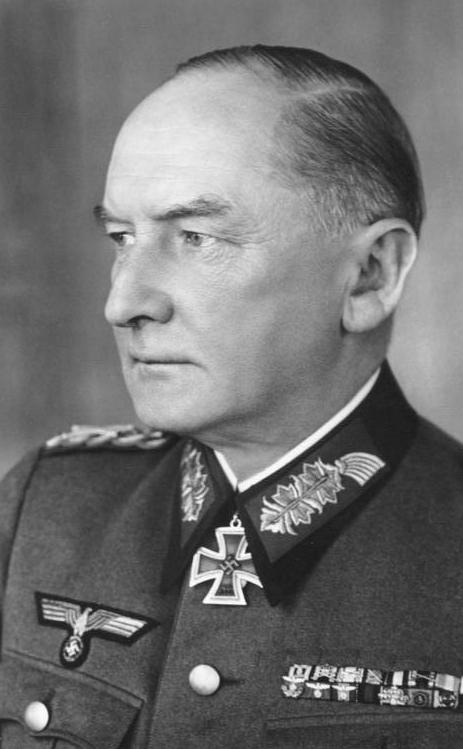
Erwin von Witzleben (* 1881)

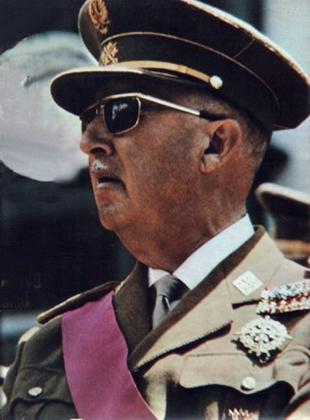
Francisco Franco (* 1892)

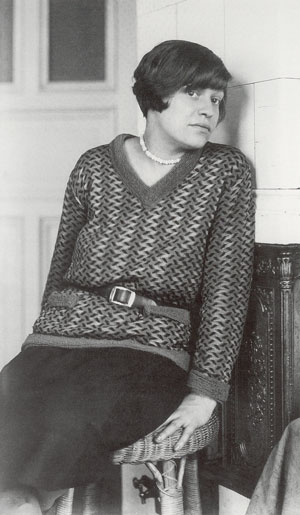
Elfriede Lohse-Wächtler (* 1899)

- 1817: Leopold Alexander Friedrich Arends, deutscher Stenograf und Systemerfinder
- 1817: Nikolos Barataschwili, georgischer Dichter
- 1817: Giocondo Storni, Schweizer römisch-katholischer Geistlicher
- 1818: Josef Sies, österreichischer Orgelbauer
- 1821: Johan Gabriel Anrep, schwedischer Genealoge
- 1821: Ernst Tempel, deutscher Astronom und Lithograf
- 1822: Carl Heinrich Hübler, deutscher Hornist und Komponist
- 1822ː Frances Power Cobbe, irische Sozialreformerin, Frauenrechtlerin und Pionierin des Kampfes gegen Vivisektion
- 1822: Johan Adam Wijnne, niederländischer Historiker
- 1825: Hynek Vojáček, tschechischer Komponist, Pädagoge und Publizist
- 1835: Samuel Butler, britischer Schriftsteller
- 1836: Edward Arber, englischer Gelehrter und Autor
- 1836: Charles Augustus Semlin, kanadischer Politiker
- 1838: Melisio Morales, mexikanischer Komponist
- 1844: Fritz Baedeker, deutscher Verleger
- 1844: Caroline Weldon, schweizerisch-amerikanische Künstlerin, Bürgerrechtlerin und Vertraute von Sitting Bull
- 1848: Josef Gisi, Schweizer Landwirt und Politiker
- 1849: Ernesto Köhler, italienischer Flötist und Komponist
- 1850: Knud Sehested, dänischer Politiker
- 1853: Elisabeth Büttner, deutsche Malerin
- 1853: Errico Malatesta, italienischer Anarchist, Mitbegründer der anarchistischen Bewegung in Italien
- 1854: Waso Abaschidse, georgischer Schauspieler
- 1854: Otto Rhenius, preußischer Generalmajor
- 1855: Franz Muncker, deutscher Literaturhistoriker
- 1859: Ludwig Ahlmann, deutscher Bankier und Politiker
- 1861: Hannes Hafstein, isländischer Schriftsteller und Politiker
- 1863: Miguel Paz Barahona, Präsident von Honduras
- 1863: Karl Branscheid, preußischer Bürgermeister
- 1864: Maria Bonardi, italienische Ordensschwester und -gründerin
- 1865: Edith Cavell, britische Krankenpflegerin
- 1867: Elvira Madigan, eigentlich Hedvig Antoinette Isabella Eleonore Jensen, dänische Seiltänzerin
- 1869: Henri Leclercq, französischer Schriftsteller
- 1871ː Sally Lennhoff, Schneidermeister und Textilkaufmann aus Bremen, NS-Opfer
- 1875: Rainer Maria Rilke, österreichischer Dichter
- 1876ː Adriënne Broeckman-Klinkhamer, niederländische Malerin
- 1877: Andrejs Upīts, lettischer Schriftsteller
- 1878: Michail Alexandrowitsch Romanow, russischer Großfürst
- 1880: Ernst Otto Horn, deutscher Numismatiker, Kaufmann, Weinküfer, Weingroßhändler, Königlich Sächsischer Hoflieferant und Kunstsammler
- 1881ː Rosa Grünbaum, Gründerin und Leiterin des Fröbelseminars in Mannheim, Opfer der Shoa
- 1881: Felice Nazzaro, italienischer Automobilrennfahrer
- 1881: Erwin von Witzleben, deutscher Generalfeldmarschall und Widerstandskämpfer
- 1883: Felice Casorati, italienischer Maler
- 1885: David Rivett, australischer Chemiker und Wissenschaftsmanager
- 1886: Ludwig Bieberbach, deutscher Mathematiker
- 1886: Jan Thomée, niederländischer Fußballspieler
- 1887: Will Grohmann, deutscher Kunsthistoriker
- 1889: Jack Ernst, US-amerikanischer American-Football-Spieler
- 1889: René Gaudin, französischer Autorennfahrer
- 1890: Karl Angerstein, deutscher Offizier
- 1890: Gerhard Krahmer, deutscher Archäologe
- 1891: Licco Amar, ungarischer Violinist
- 1892: Carlyle Atkinson, britischer Schwimmer
- 1892: Francisco Franco, spanischer Diktator
- 1895: Jorge Délano Frederick, chilenischer Maler, Karikaturist, Regisseur und Drehbuchautor
- 1897: Lionel de Marmier, französischer Flieger, General und Autorennfahrer
- 1899ː Barbara Brukalska-Sokołowska, polnische Architektin
- 1899: Elfriede Lohse-Wächtler, deutsche Künstlerin und Euthanasieopfer
- 1899: Lucie Manén, deutsche Sängerin und Gesangspädagogin

### 20. Jahrhundert

#### 1901–1925
- 1901: Michail Rauchwerger, russischer Komponist
- 1903: Aaron Siskind, US-amerikanischer Fotograf
- 1903: Cornell Woolrich, US-amerikanischer Krimiautor
- 1904: Herman Autrey, US-amerikanischer Jazztrompeter
- 1906: Toni Babl, deutscher Motorradrennfahrer
- 1906: Charlotte Garske, deutsche Widerstandskämpferin gegen und Opfer des Nationalsozialismus
- 1907: Josef Rudin, Schweizer Jesuit, Tiefenpsychologe und Hochschullehrer
- 1908: Alfred Day Hershey, US-amerikanischer Molekularbiologe
- 1908: Helmut Thielicke, deutscher Theologe
- 1910: R. Venkataraman, indischer Politiker, Minister, Staatspräsident
- 1910: Thelma White, US-amerikanische Schauspielerin
- 1911: Heinz Leinfellner, österreichischer Bildhauer
- 1913: Robert Adler, US-amerikanischer Physiker, Elektroniktechniker und Erfinder
- 1913: Johann Cilenšek, deutscher Komponist
- 1913: Adolf Emile Cohen, niederländischer Historiker
- 1913: John Kitzmiller, US-amerikanischer Schauspieler
- 1914: Rudolf Hausner, österreichischer Maler
- 1915: Eddie Heywood, US-amerikanischer Jazz-Pianist und Komponist
- 1916: Hans Vontobel, Schweizer Bankier
- 1917: Joachim Tzschaschel deutscher Brigadegeneral, Abteilungsleiter im Bundesnachrichtendienst
- 1919: Ingeborg Finke-Siegmund, deutsche Pianistin und Klavierpädagogin
- 1920: Nadir Afonso, portugiesischer Maler
- 1920: Michael Bates, britischer Schauspieler
- 1920: Therese Neudorfer, österreichische Politikerin, LAbg
- 1920: Michel Yatim, syrischer Geistlicher, Erzbischof von Latakia
- 1921: Carlos Franqui, kubanischer Poet, Schriftsteller, Journalist und Kunstkritiker
- 1921: Paul Schäfer, deutscher Sektenführer
- 1922: Luis Benjamín, puerto-ricanischer Pianist
- 1922: Gérard Philipe, französischer Schauspieler
- 1923: Arnold Kempkens, deutscher Komponist und Dirigent
- 1924: Frank Press, US-amerikanischer Geophysiker
- 1925: Sauro Tomà, italienischer Fußballspieler

#### 1926–1950

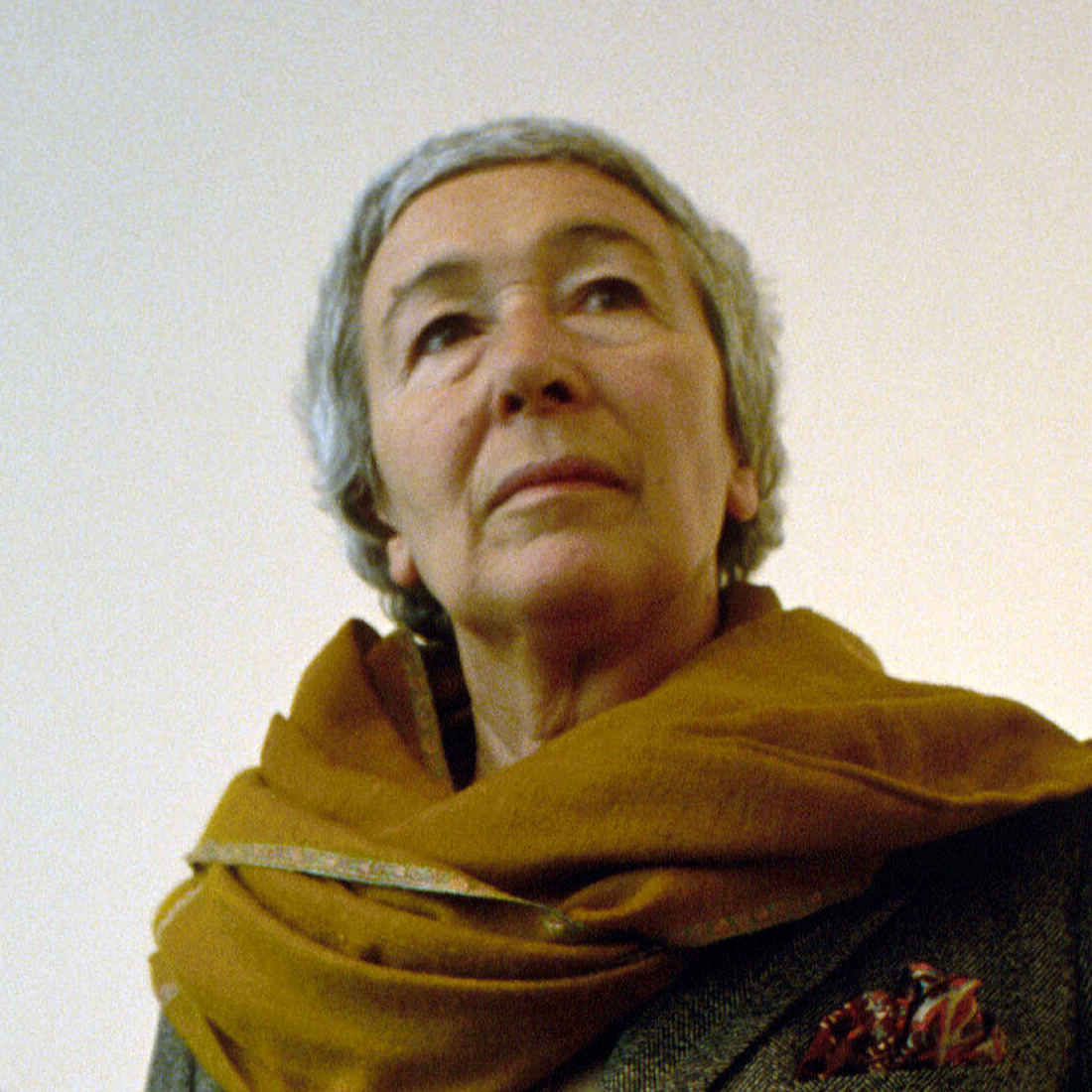
Gae Aulenti (* 1927)

- 1926: Fernando Valenti, US-amerikanischer Cembalist
- 1927: Werner von Aesch, Schweizer Kabarettist
- 1927: Gerhard Arnold, deutscher Jurist, Verwaltungsbeamter und Politiker
- 1927: Gaetana Aulenti, italienische, international anerkannte Architektin, Innenarchitektin, Gestalterin und Architekturtheoretikerin
- 1927: William Labov, US-amerikanischer Sprachwissenschaftler
- 1927: Leopold Wagner, österreichischer Politiker, Landeshauptmann von Kärnten
- 1928: Hebe de Bonafini, argentinische Menschenrechtsaktivistin
- 1928: Frank Tiberi, US-amerikanischer Jazzmusiker
- 1929: Wilhelm Georg Berger, siebenbürgisch-sächsischer Komponist, Violinist und Musikwissenschaftler
- 1829ː Barbara Sicharter, österreichische Ordensgründerin
- 1930: Marc Adrian, österreichischer Avantgardekünstler und Filmemacher
- 1930: Paul-Heinz Dittrich, deutscher Komponist
- 1932: Moritz Heidegger, liechtensteinischer Bobfahrer
- 1932: Roh Tae-woo, südkoreanischer General und Politiker, Staatspräsident
- 1932: Edgar Valcárcel, peruanischer Komponist
- 1933: Horst Buchholz, deutscher Schauspieler
- 1934: Victor French, US-amerikanischer Schauspieler
- 1936: Franz Brungs, deutscher Fußballspieler
- 1936: Katharina Lind, deutsche Schauspielerin
- 1936: Michiko Yamamoto, japanische Schriftstellerin
- 1937: Erich Ansorge, deutscher Wirtschaftsfunktionär
- 1937: Ernie Carson, US-amerikanischer Jazzmusiker
- 1938: Dimitri T. Analis, griechischer Schriftsteller und Diplomat
- 1938: George Eyre Andrews, US-amerikanischer Mathematiker
- 1939: Gilbert Cawood, neuseeländischer Ruderer
- 1939: Hans Friedrich, deutscher Kunstmaler und Grafiker
- 1939: Harald Naegeli, Schweizer Künstler
- 1940: Gerd Achterberg, deutscher Fußballspieler und -trainer
- 1940: Barbara Amiel, britisch-kanadische Journalistin und Schriftstellerin
- 1940: Freddy Cannon, US-amerikanischer Sänger und Songschreiber
- 1940: Günter Kahowez, österreichischer Komponist und Hochschullehrer
- 1940: Ulla Norden, deutsche Schlagersängerin
- 1941: Hans Angerer, deutscher Verwaltungsjurist und Beamter
- 1941: Franz Jaeger, Schweizer Ökonom und Politiker
- 1942: Gemma Jones, britische Schauspielerin
- 1942: Maria Scharwieß, deutsche Komponistin, Organistin und Kirchenmusikerin
- 1942ː Tamara Trampe, russisch-deutsche Filmregisseurin und Drehbuchautorin
- 1942: Jan Wilhelm, deutscher Jurist und Professor
- 1942: Dieter Zlof, deutscher Krimineller, Entführer von Richard Oetker
- 1943: Constanze Angerer, deutsche Richterin und Staatsanwältin
- 1943: Werner Becker, deutscher Musiker
- 1943: Christine Beckers, belgische Autorennfahrerin
- 1943: Björn-Hergen Schimpf, deutscher Fernsehmoderator
- 1944: Chris Hillman, US-amerikanischer Country-Musiker
- 1944: François Migault, französischer Autorennfahrer
- 1944: Dennis Wilson, US-amerikanischer Musiker und Songschreiber
- 1946: Pierre Even, luxemburgischer Rechtsanwalt, Komponist und Historiker
- 1947: Cayle Chernin, kanadische Schauspielerin und Filmproduzentin
- 1947: Andy LaVerne, US-amerikanischer Jazzpianist und -komponist
- 1947ː Ursula Krechel, deutsche Schriftstellerin, Germanistin, Büchnerpreisträgerin
- 1948: Udo Arndt, deutscher Musiker, Tonmeister und Produzent
- 1948: Jim Hiscott, kanadischer Komponist und Akkordeonist
- 1948: Southside Johnny, US-amerikanischer Sänger und Songschreiber
- 1949: G. G. Anderson, deutscher Komponist, Produzent und Schlagersänger
- 1949: Jeff Bridges, US-amerikanischer Schauspieler
- 1950: Renate Augstein, deutsche Juristin
- 1950: Barry Blue, britischer Sänger und Songschreiber
- 1950: Pedro Caldeira Cabral, portugiesischer Gitarrist und Komponist
- 1950: Pierino Gavazzi, italienischer Radrennfahrer

#### 1951–1975
- 1951: Gary Rossington, US-amerikanischer Musiker
- 1951: Patricia Wettig, US-amerikanische Schauspielerin
- 1952: Heinz Strobl, österreichischer Komponist und Musiker
- 1953: Arulappan Amalraj, indischer Bischof von Ootacamund
- 1953: Jean-Marie Pfaff, belgischer Fußballspieler
- 1954: F. Javier García Arnaiz, spanischer General

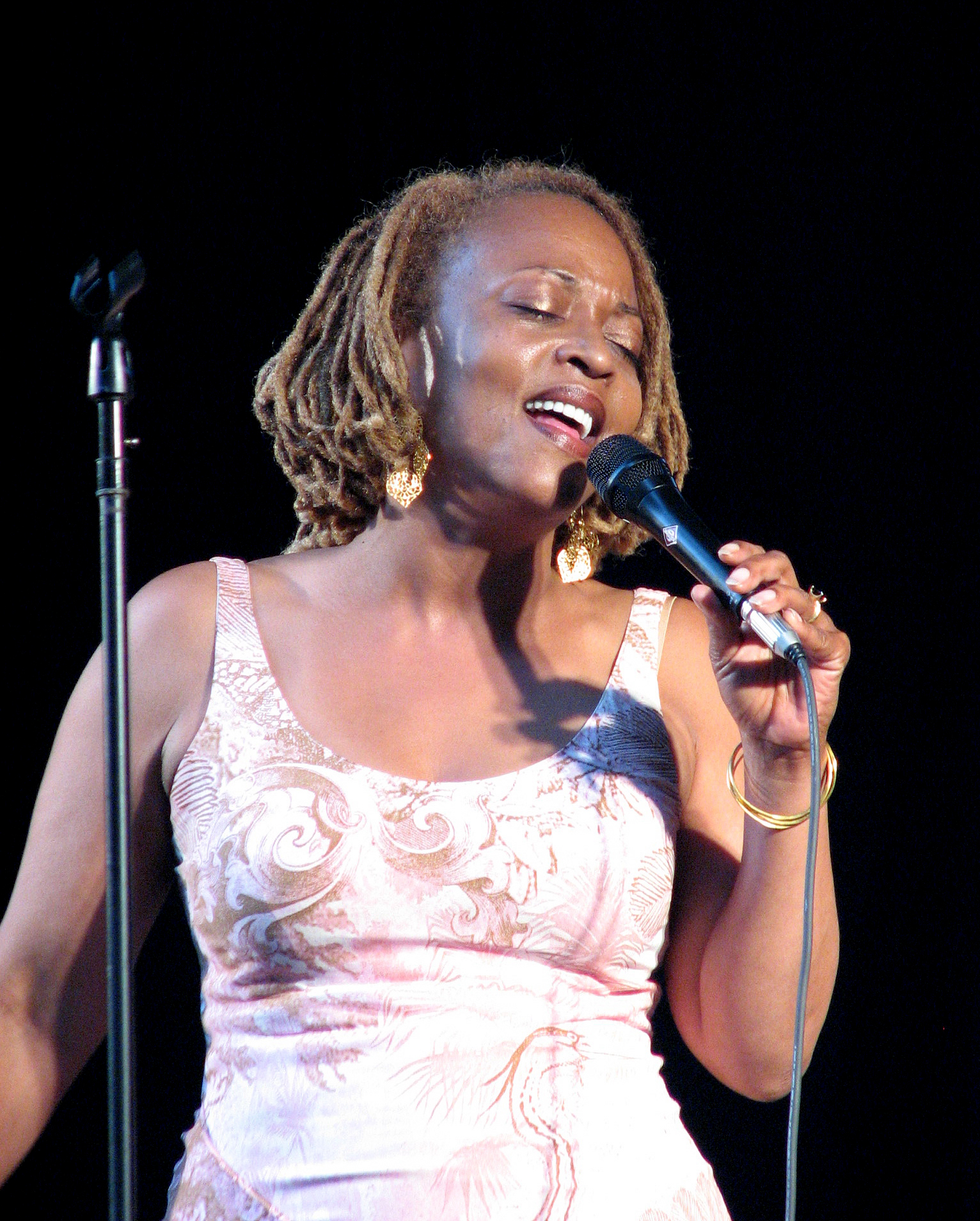
Cassandra Wilson (* 1955)

- 1954: Gregory Hlady, ukrainisch-kanadischer Schauspieler
- 1954: Stefan Lord, schwedischer Dartspieler
- 1955: Andre Arnold, österreichischer Skirennläufer
- 1955: Yasser Ayyash, jordanischer Erzbischof
- 1955: Yōjirō Takita, japanischer Filmregisseur
- 1955: Cassandra Wilson, US-amerikanische Jazzsängerin
- 1955ː Ruth Wohlschlegel, deutsche Schauspielerin und Coach
- 1956: Gerd Liesegang, deutscher Fußballfunktionär
- 1956: Guy Morin, Schweizer Politiker
- 1956: Lisa Politt, deutsche Kabarettistin
- 1957: Christa Zechmeister, deutsche Skirennläuferin
- 1958: Jonathan Asselin, kanadischer Springreiter
- 1958: Stefan Klöckner, deutscher Theologe, Musiker und Musikwissenschaftler
- 1959: Nico Hofmann, deutscher Regisseur
- 1959: Christian Jacob, französischer Politiker
- 1959: Christa Luding-Rothenburger, deutsche Eisschnellläuferin und Radsportlerin
- 1960: Glynis Nunn, australische Leichtathletin
- 1961ː Enver Şimşek, türkischer Blumengroßhändler, erstes Opfer der Mordserie der rechtsradikalen NSU
- 1962: Aykut Kayacık, deutscher Schauspieler und Regisseur
- 1963: Wayne Frost, US-amerikanischer Breakdancer und Schauspieler
- 1963: Jozef Sabovčík, slowakischer Eiskunstläufer
- 1963: Rochelle Swanson, US-amerikanische Schauspielerin
- 1964: Thomas Danielsson, schwedischer Autorennfahrer
- 1964: Sertab Erener, türkische Sängerin
- 1964: Uwe Kröger, deutscher Musicaldarsteller
- 1964: Marisa Tomei, US-amerikanische Schauspielerin
- 1964: Feridun Zaimoglu, deutsch-türkischer Schriftsteller und bildender Künstler
- 1965: Ulf Kirsten, deutscher Fußballspieler
- 1965: Pippi Söllner, deutsche Schauspielerin
- 1966: Frederick R. Armisen, US-amerikanischer Schauspieler, Komiker und Musiker
- 1967: Adamski, britischer Musiker und Produzent
- 1967: Guillermo Amor Martínez, spanischer Fußballspieler
- 1968: Heike Axmann, deutsche Handballspielerin
- 1968: Philipp Timme, deutscher Kameramann
- 1968: Norbert Sterk, österreichischer Komponist
- 1969: Yui Asaka, japanische Sängerin und Schauspielerin
- 1969: Jay-Z, US-amerikanischer Musiker
- 1970: Fat Pat, US-amerikanischer Rapper
- 1970: Kevin Sussman, US-amerikanischer Schauspieler
- 1971: Michael Frick, deutscher Kontrabassist, Sänger und Instrumentenbauer
- 1971: Gábor Wéber, ungarischer Autorennfahrer
- 1972: Marc Bator, deutscher Journalist
- 1972: Charly Hübner, deutscher Theater-, Film- und Fernsehschauspieler
- 1972: Sebastian Karpiniuk, polnischer Politiker
- 1973: Tyra Banks, US-amerikanisches Model
- 1974: Anke Huber, deutsche Tennisspielerin
- 1974: Jose Manuel García Luena, andorranischer Fußballspieler
- 1974: Daniela Seel, deutsche Lyrikerin

#### 1976–2000
- 1976: Amie Comeaux, US-amerikanische Country-Sängerin
- 1976: Nadine Luck, deutsche Autorin und Journalistin
- 1976: Mbo Mpenza, belgischer Fußballspieler
- 1978: Lars Bystøl, norwegischer Skispringer
- 1978: Éva Tófalvi, rumänische Biathletin
- 1979: Jay DeMerit, US-amerikanischer Fußballspieler

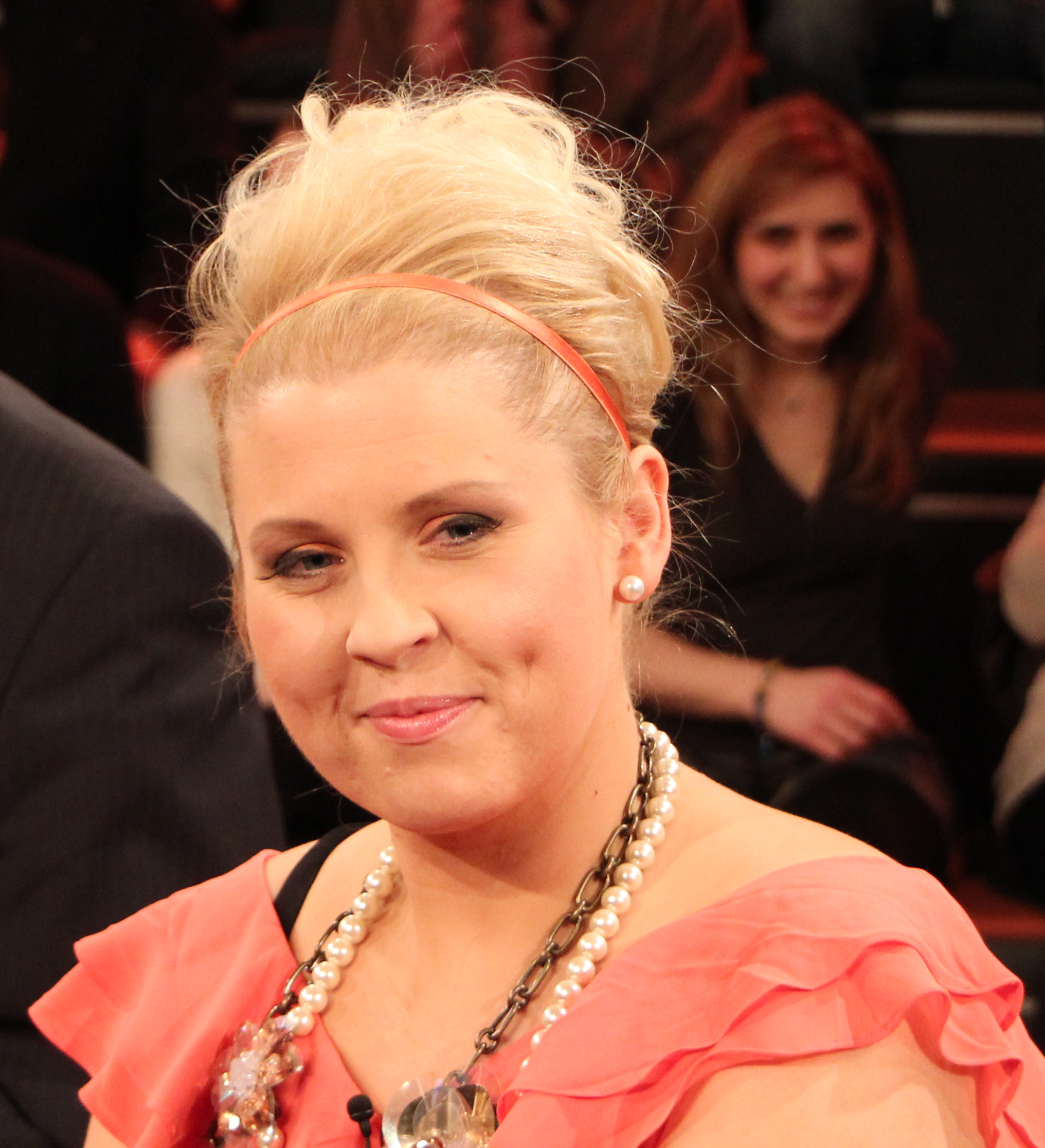
Maite Kelly (* 1979)

- 1979: Maite Kelly, irisch-amerikanische Sängerin (The Kelly Family)
- 1979: Andrej Komac, slowenischer Fußballspieler
- 1979: Mina Tander, deutsche Schauspielerin
- 1980: Stefan Pfannmöller, deutscher Kanute
- 1980: Dag Inge Ulstein, norwegischer Politiker
- 1981: Matilda Boson, schwedische Handballspielerin
- 1981: Kim Viljanen, finnischer Dartspieler

- 1982: Marteria, deutscher Rapper

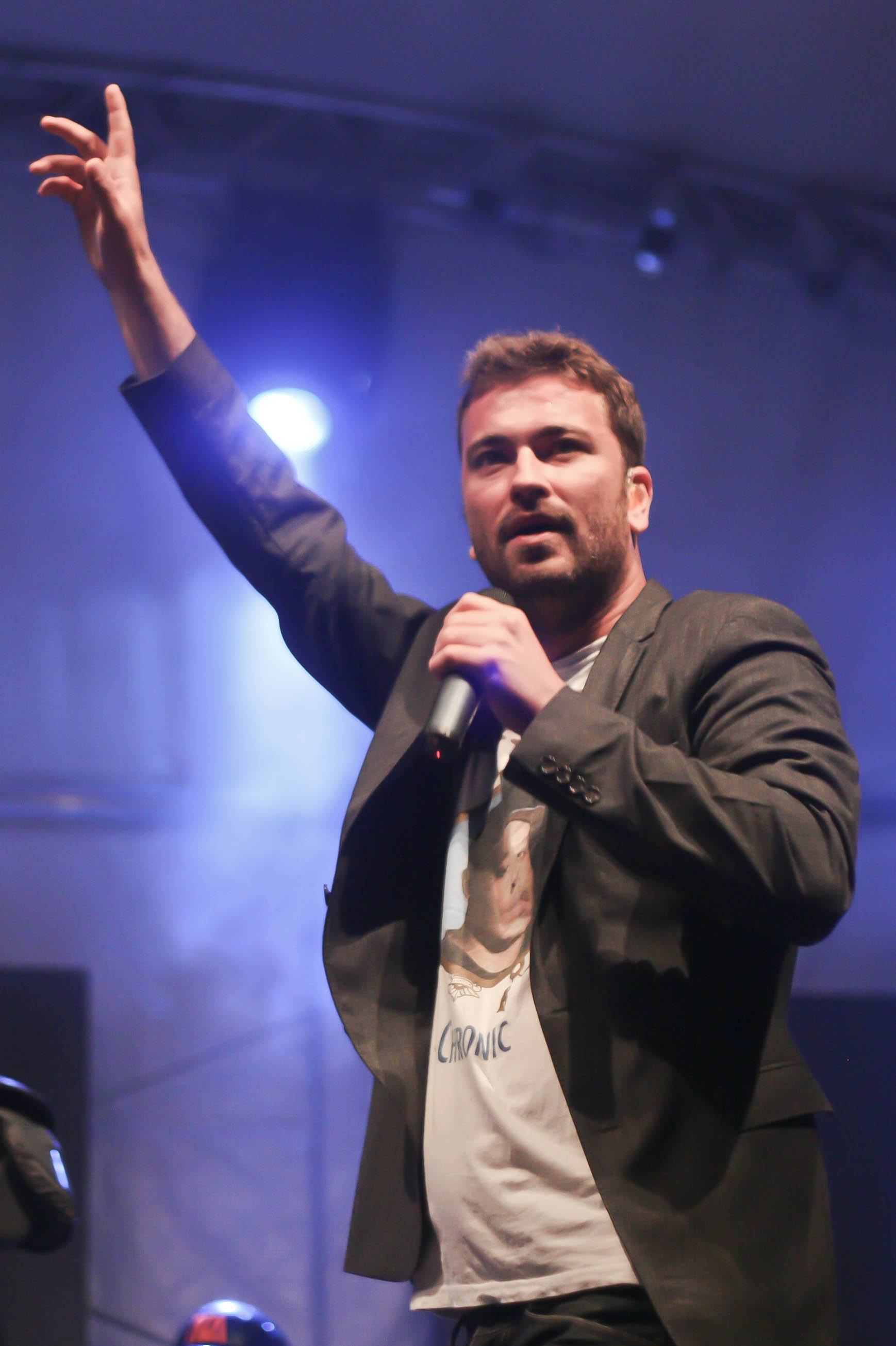
Marteria (* 1982)

- 1982: Waldo Ponce, chilenischer Fußballspieler
- 1982: Ho-Pin Tung, chinesischer Rennfahrer
- 1984: Matthias Werner, deutscher Handballspieler
- 1984: Janna Horstmann, deutsche Schauspielerin Hör-, OFF- und Synchronsprecherin
- 1986: Lewis Chalmers, englischer Fußballspieler
- 1986: Mohammed Lartey, deutscher Fußballspieler
- 1986: Mateusz Molęda, polnischer Pianist
- 1988: Hilary Cruz, US-amerikanische Schauspielerin und Model
- 1988: Hanno Holzhüter, deutscher Handballspieler
- 1990: Lukman Haruna, nigerianischer Fußballspieler
- 1991: Reality Winner, US-amerikanische Whistleblowerin
- 1992: Daniel Allerstorfer, österreichischer Judoka
- 1992: Kim Seokjin, südkoreanischer Sänger
- 1993: Nataša Andonova, mazedonische Fußballspielerin
- 1993: Taco van der Hoorn, niederländischer Radrennfahrer
- 1994: Franco Morbidelli, italienischer Motorradrennfahrer
- 1994: Gregory Wüthrich, Schweizer Fußballspieler
- 1995: Dina Asher-Smith, britische Sprinterin
- 1995: Vita Tepel, deutsche Schauspielerin
- 1996: Linus Scherz, deutscher Schauspieler
- 1997: Maxime Lopez, französischer Fußballspieler
- 1999: Thymen Arensman, niederländischer Radrennfahrer
- 1999: Mauro Schmid, Schweizer Radrennfahrer

### 21. Jahrhundert
- 2001: Nicolò Rovella, italienischer Fußballspieler
- 2002: Mathieu Garcia, französischer Biathlet
- 2002: Jurjen van der Velde, niederländischer Dartspieler
- 2004: Sheng Lihao, chinesischer Sportschütze

## Gestorben

### Vor dem 15. Jahrhundert
- 0771: Karlmann I., König von Franken
- 0811: Karl der Jüngere, Sohn von Karl dem Großen, König in Neustrien
- 0880: Seiwa, 56. Kaiser von Japan
- 1075: Anno II. von Köln, Erzbischof von Köln und Heiliger
- 1117: Norbert von Iburg, Vorsteher der Benediktinerabtei Iburg
- 1122: Heinrich III., Herzog von Kärnten und Markgraf von Verona
- 1131: Omar Chajjam, persischer Mathematiker, Astronom, Philosoph und Dichter
- 1181: as-Salih Ismail, Zengidenherrscher von Aleppo
- 1207: Akan, japanischer Mönch
- 1214: Wilhelm I. („der Löwe“), König von Schottland
- 1228: Bruno II. von Porstendorf, Bischof von Meißen
- 1245: Christian von Preußen (auch: Christian von Oliva), erster Bischof von Preußen
- 1245: Poppo von Andechs-Meranien, Bischof von Bamberg
- 1260: Aymer de Lusignan, Bischof von Winchester
- 1270: Theobald II., König von Navarra
- 1274: William Button, englischer Geistlicher
- 1304: John de Pontoise, Bischof von Winchester
- 1322: Hugo I., Herr von Arlay und von Vitteaux
- 1327: Beatrix von Holte, Fürstäbtissin des Stifts Essen
- 1334: Isabel le Despenser, englische Adelige
- 1334: Johannes XXII., Papst
- 1340: Henry Burghersh, englischer Lordkanzler und Erzbischof von Canterbury
- 1371: Rainald III., Herzog von Geldern
- 1371: Stefan Uroš V., Zar von Serbien
- 1393: Friedrich der Weise, Herzog von Bayern-Landshut aus dem Hause Wittelsbach
- 1398: Gerard Zerbold van Zutphen, niederländischer Theologe und Schriftsteller

### 15. bis 18. Jahrhundert
- 1408: Valentina Visconti, Tochter von Gian Galeazzo Visconti, Herzog von Mailand
- 1409: William Willoughby, 5. Baron Willoughby de Eresby, englischer Peer und Politiker
- 1427: Hermann Bokholt, deutscher Zisterzienser und Abt des Klosters Doberan
- 1456: Karl I., Herzog von Bourbon und Auvergne
- 1459: Adolf VIII., Graf von Holstein und Herzog von Schleswig
- 1460: Guarino da Verona, italienischer Gelehrter, Humanist
- 1464: Maso Finiguerra, italienischer Goldschmied und Kupferstecher
- 1469: Thiébaut IX. de Neufchâtel, Marschall von Burgund
- 1476: Zdeněk Konopišťský ze Šternberka, böhmischer Adeliger, Diplomat und Politiker
- 1511: Johann III. Rode von Wale, Erzbischof von Bremen
- 1514: Peter Offenburg, Basler Politiker
- 1516: Ludwig Ebmer, Bischof von Chiemsee
- 1528: Jakob Locher, deutscher humanistischer Schriftsteller und Übersetzer
- 1568: Johann Schneidewein, deutscher Jurist
- 1574: Georg Joachim Rheticus, deutscher Mathematiker, Astronom, Kartograph, Theologe und Mediziner
- 1577: Achilles Pirminius Gasser, deutscher Historiker, Arzt, Medizinschriftsteller und Astrologe
- 1578: Hermann von Neuenahr der Jüngere, deutscher humanistisch gebildeter Staatsmann und Förderer der Reformation am Niederrhein
- 1580: Georg Ilsung, schwäbischer Landvogt, Finanzmakler und Reichspfennigmeister
- 1595: William Whitaker, englischer reformierter Theologe und Professor
- 1603: Marten de Vos, flämischer Maler
- 1618: Dietrich von Fürstenberg, Fürstbischof von Paderborn
- 1628: Peter Carlone, österreichischer Baumeister
- 1628: Thomas Platter, Schweizer Arzt und Schriftsteller
- 1629: Jakob Israel Belmonte, Mitbegründer der Amsterdamer portugiesisch-jüdischen Gemeinde
- 1637: Hartger Henot, Kölner Domherr, Jurist und Doktor beider Rechte

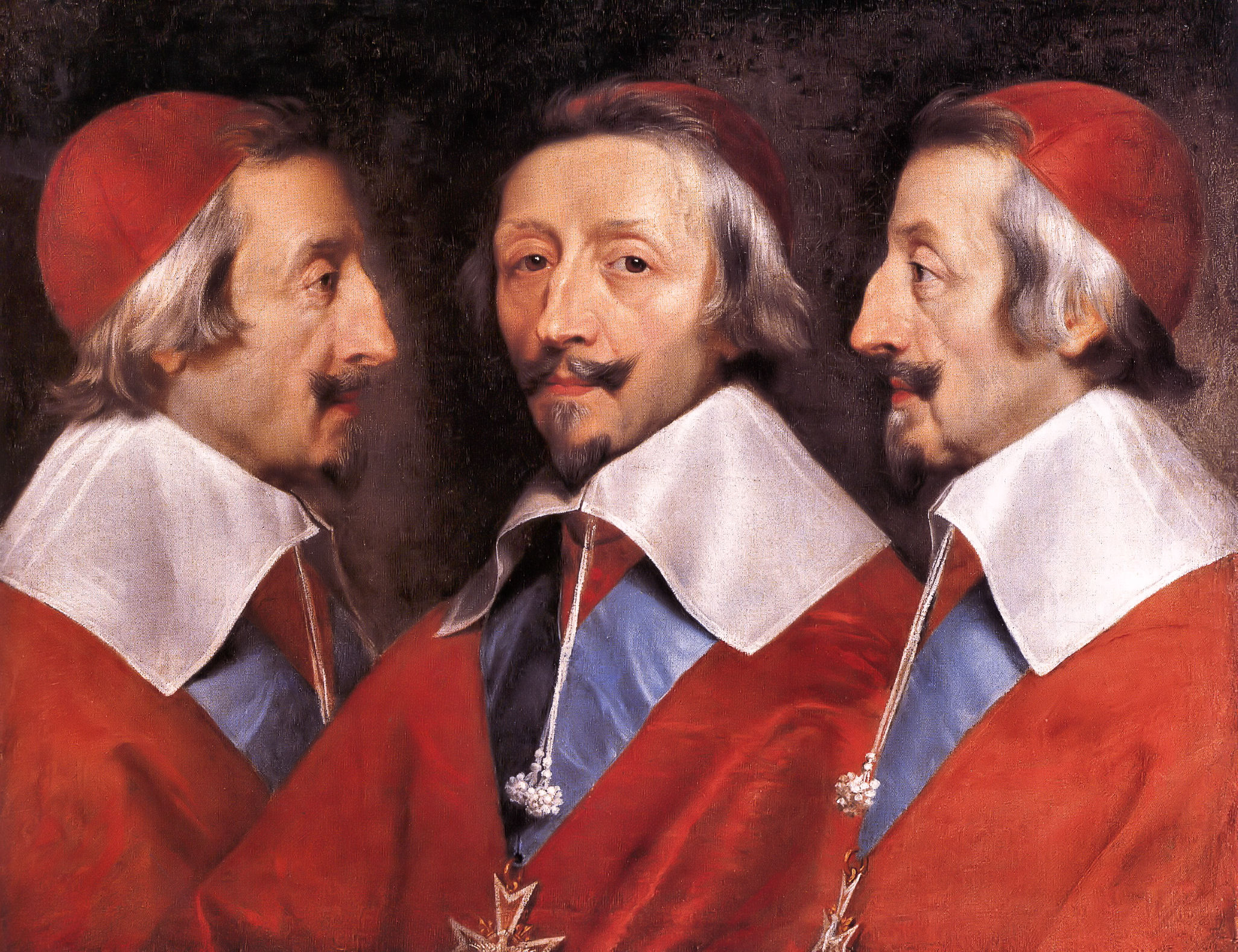
Richelieu († 1642)

- 1642: Armand Jean du Plessis Richelieu, französischer Aristokrat, Kirchenfürst und Staatsmann
- 1661: Murad Bakhsh, Sohn des indischen Großmoguls Shah Jahan
- 1670: Emilie von Oldenburg, Regentin der Grafschaft Schwarzburg-Rudolstadt
- 1670: Stephan II. Thököly, ungarischer Graf und Großgrundbesitzer

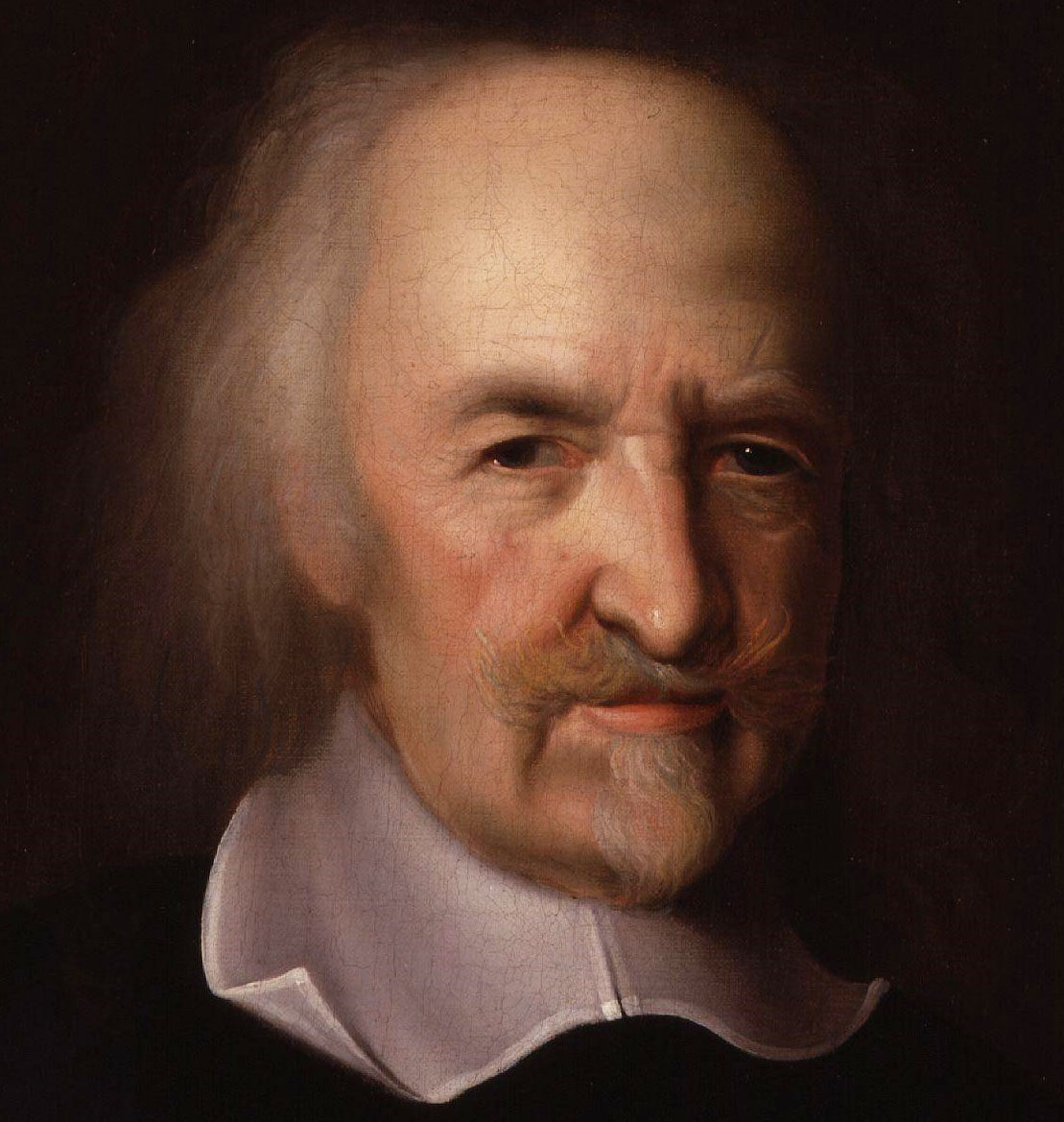
Thomas Hobbes († 1679)

- 1679: Thomas Hobbes, englischer Mathematiker, Staatstheoretiker und Philosoph
- 1680: Petronio Franceschini, italienischer Komponist
- 1681: Moritz, Herzog von Sachsen-Zeitz
- 1696: Meishō, 109. Kaiserin von Japan
- 1715: Karl III. Joseph von Lothringen, Bischof von Olmütz und Osnabrück, Erzbischof und Kurfürst von Trier
- 1724: Paolo Gerolamo Piola, italienischer Maler und Freskant
- 1727: Sophie Wilhelmine von Sachsen-Coburg-Saalfeld, Fürstin von Schwarzburg-Rudolstadt
- 1728: Christian Wildvogel, deutscher Rechtswissenschaftler
- 1732: John Gay, englischer Schriftsteller
- 1733: Wolfgang Philipp von und zu Guttenberg, deutscher Malteserritter
- 1739: Johann Josef Auer, deutscher Bildhauer und Holzschnitzer
- 1746: Johann Harper, schwedischer Maler
- 1749: Claudine Guérin de Tencin, französische Salonnière
- 1756: Amand von Buseck, Fürstbischof in Fulda
- 1773: Johann Thomas Richter, kursächsischer Kammerrat, Kunst- und Altertumssammler
- 1787: Georg Ludwig Ahlemann, königlich-dänischer Konsistorialrat und Kirchenpropst
- 1789: Étienne Jeaurat, französischer Maler und Kupferstecher
- 1793: Armand de Kersaint, französischer Seeoffizier und Politiker
- 1798: Luigi Galvani, italienischer Arzt und Naturforscher

### 19. Jahrhundert
- 1822: Gottfried Eitel Ludwig von Humbracht, österreichischer Feldmarschallleutnant
- 1822: Friedrich von Schlichtegroll, deutscher Biograph, Philologe, Numismatiker und Archäologe
- 1828: Robert Jenkinson, 2. Earl of Liverpool, britischer Staatsmann, mehrfacher Minister, Premierminister
- 1834: Joseph Appel, österreichischer Numismatiker
- 1839: Samuel Butler, britischer Gelehrter und Geistlicher, Bischof von Lichfield
- 1844: Christian Friedrich Illgen, deutscher Geistlicher und Hochschullehrer
- 1850: William Sturgeon, britischer Physiker und Erfinder
- 1854: José Joaquín Guarín, kolumbianischer Komponist
- 1861: José María Bustamante, mexikanischer Komponist

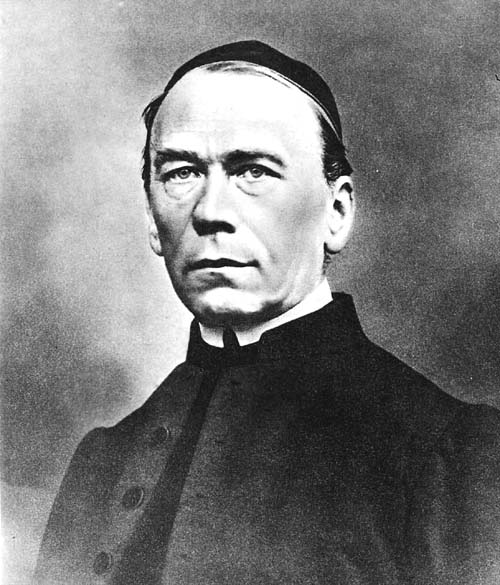
Adolph Kolping († 1865)

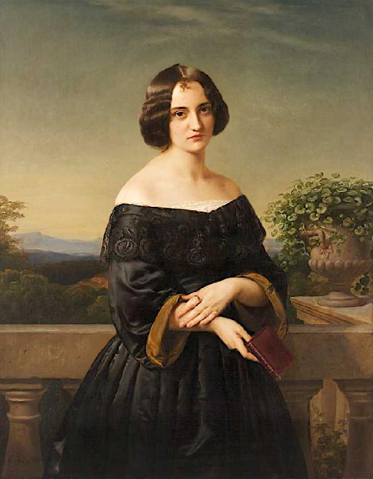
Marie Wiegmann († 1893)

- 1865: Adolph Kolping, deutscher Priester, Begründer des Kolpingwerkes
- 1867: Engelbert Sterckx, belgischer Geistlicher, Erzbischof von Mecheln, Kardinal
- 1880: Hans Brackebusch, deutscher Theologe und Politiker, Mitglied des Erfurter Unionsparlaments
- 1884ː Alice Mary Smith, englische Komponistin
- 1886: Nikolaus Ludwig Arnold, deutscher Jurist und Politiker, Oberbürgermeister von Kassel, MdL
- 1886: Johann Wilhelm Ernst Wägner, deutscher Schriftsteller und evangelischer Theologe
- 1891: Frederick Whitaker, englisch-neuseeländischer Jurist und Politiker, Attorney General und Premierminister von Neuseeland
- 1893: Heinrich Göbel, deutsch-US-amerikanischer Erfinder
- 1893: John Tyndall, irischer Physiker
- 1893: Marie Wiegmann, deutsche Malerin
- 1894: Leon Abbett, US-amerikanischer Politiker, Gouverneur von New Jersey
- 1897: Arnold Otto Aepli, Schweizer Jurist und Politiker, Nationalratspräsident, Botschafter in Österreich-Ungarn
- 1897: Adolf Neuendorff, deutsch-US-amerikanischer Komponist, Pianist, Regisseur und Theaterintendant
- 1897: Eugen Zintgraff, deutscher Afrikaforscher und Kolonialpropagandist
- 1900: Éuphémie Vauthier (Garcin), französische Schriftstellerin

### 20. Jahrhundert

#### 1901–1950
- 1908: Max Arnhold, deutscher Bankier und Freimaurer
- 1911: Adolf Walewski, polnischer Schauspieler, Regisseur und Dramatiker
- 1914: Charles Malo, französischer Orchesterleiter und Komponist
- 1916: Preston Lea, US-amerikanischer Politiker
- 1919: Heinrich Hess, Schweizer Lehrer, Verleger und Politiker
- 1922: Hermann Viehweger, deutscher Architekt
- 1924ː Laura Frost, deutsche Schriftstellerin und Frauenrechtlerin
- 1927: Sascha Kolowrat-Krakowsky, österreichischer Filmpionier (Sascha Film, später Wien-Film)
- 1932: Gustav Meyrink, österreichischer Dichter
- 1933: Stefan George, deutscher Dichter
- 1934: Georg Bilgeri, österreichischer Offizier und Bergsteiger
- 1934: Albert Besnard, französischer Maler
- 1934: Adrien de Gerlache de Gomery, belgischer Polarforscher

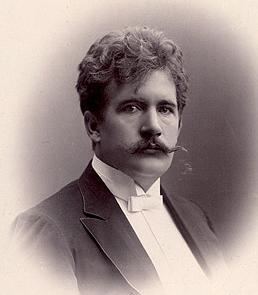
Johan Halvorsen († 1935)

- 1935: Johan Halvorsen, norwegischer Violinist, Komponist und Dirigent
- 1937: Wilbur Louis Adams, US-amerikanischer Politiker
- 1938: Jacob Astor, deutscher Politiker
- 1942: Nakajima Atsushi, japanischer Schriftsteller
- 1943: Otto Arpke, deutscher Maler, Illustrator und Gebrauchsgraphiker
- 1943: Felix Atenstädt, deutscher Klassischer Philologe und Gymnasiallehrer
- 1944: Salvator Issaurel, französischer Sänger und Musikpädagoge
- 1945: Wolfgang Golther, deutscher Germanist und Literaturhistoriker
- 1945: Thomas Hunt Morgan, US-amerikanischer Genetiker
- 1946: Ernst Kornemann, deutscher Althistoriker
- 1948: Karl Bonhoeffer, deutscher Psychiater

#### 1951–2000
- 1953: Daniel Gregory Mason, US-amerikanischer Komponist
- 1956: Johann Surbeck, Schweizer Buchdrucker und Politiker
- 1959: Emil Felden, deutscher evangelischer Theologe, Schriftsteller und Politiker, MdL, MdR
- 1960: Walter Goehr, deutsch-britischer Dirigent und Komponist
- 1962: Walther Kühn, deutscher Politiker, MdB
- 1967: Daniel Jones, britischer Anglist und Phonetiker
- 1967: Oswald Rothaug, deutscher Jurist in der NS-Zeit
- 1968: Jack Eaton, US-amerikanischer Filmproduzent und -regisseur
- 1968: Archie Mayo, US-amerikanischer Filmregisseur
- 1969: Karl Kaufmann, deutscher Politiker, NS-Gauleiter und Reichsstatthalter in Hamburg
- 1970: Augusto Rangone, italienischer Fußballtrainer, -schiedsrichter, -funktionär und Journalist
- 1971: Meinrad Inglin, Schweizer Schriftsteller
- 1971: Georg von Rauch, deutscher Anarchist
- 1972: Mikalaj Aladau, belarussischer Komponist
- 1972: Arnold Fischer, deutscher Politiker
- 1974: Lee Kinsolving, US-amerikanischer Schauspieler
- 1975: Hannah Arendt, deutsche Philosophin
- 1976: Tommy Bolin, US-amerikanischer Musiker
- 1976: Benjamin Britten, britischer Komponist
- 1979: Friedrich Ebert junior, deutscher Politiker und Parteifunktionär, MdR, Oberbürgermeister von Ost-Berlin
- 1979: Ray Smith, US-amerikanischer Sänger
- 1982: Rudolph Arbesmann, US-amerikanischer Klassischer Philologe
- 1987: Pericle Fazzini, italienischer Bildhauer
- 1987: Rouben Mamoulian, US-amerikanischer Filmregisseur
- 1988: Gerd Arntz, deutscher Künstler und Grafiker
- 1988: Alberto Uria, uruguayischer Autorennfahrer
- 1989: Bernard Piché, kanadischer Organist, Komponist und Musikpädagoge
- 1993: Wolfgang Steffen, deutscher Komponist
- 1993: Frank Zappa, US-amerikanischer Musiker und Komponist
- 1994: Geoffrey Rudolph Elton, britischer Historiker deutscher Herkunft
- 1994: Hans Müller, deutsch-chinesischer Arzt
- 1995: Warren Ambrose, US-amerikanischer Mathematiker
- 1998: Pio Nock, Schweizer Clown und Hochseilartist
- 2000: H. C. Artmann, österreichischer Dichter
- 2000: Henck Alphonsus Eugène Arron, surinamischer Politiker

### 21. Jahrhundert
- 2001: Peter Freiheit, deutscher Komponist, Violoncellist und Pianist
- 2004: Mahmut Atalay, türkischer Ringer
- 2004: Willy Eichberger, österreichisch-US-amerikanischer Film- und Theaterschauspieler
- 2004: Wolfgang Hempel, deutscher Sportreporter
- 2004: Kurt Seipel, österreichischer Vermessungstechniker
- 2004: Ron Williamson, US-amerikanischer Baseballspieler
- 2006: Lenard Sutton, US-amerikanischer Autorennfahrer
- 2007: David Reese, US-amerikanischer Pokerspieler
- 2007: Pimp C, US-amerikanischer Rapper
- 2008: Forrest James Ackerman, US-amerikanischer Herausgeber, Verfasser und Verleger

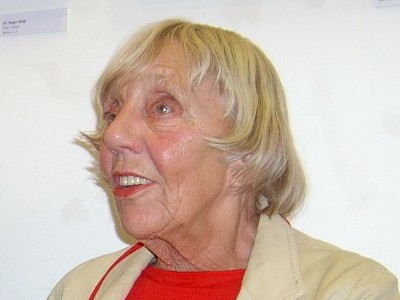
Christa Cremer († 2010)

- 2008: Fritz Behrendt, deutsch-niederländischer Zeitungs-Karikaturist
- 2009: Harold Bell, US-amerikanischer Merchandising-Agent
- 2009: Hans Erzer, Schweizer Jurist und Politiker
- 2009: Umaga, US-amerikanischer Wrestler
- 2010: Christa Cremer, deutsche Malerin
- 2011: Adam Hanuszkiewicz, polnischer Schauspieler und Theaterregisseur
- 2011: Besim Kabashi, deutsch-kosovarischer Kickboxer
- 2011: Sócrates, brasilianischer Fußballspieler
- 2011: Hubert Sumlin, US-amerikanischer Blues-Gitarrist
- 2012: René Maillard, französischer Komponist
- 2015: Robert Loggia, US-amerikanischer Schauspieler
- 2015: Eric De Vlaeminck belgischer Radrennfahrer
- 2017: Shashi Kapoor, indischer Schauspieler

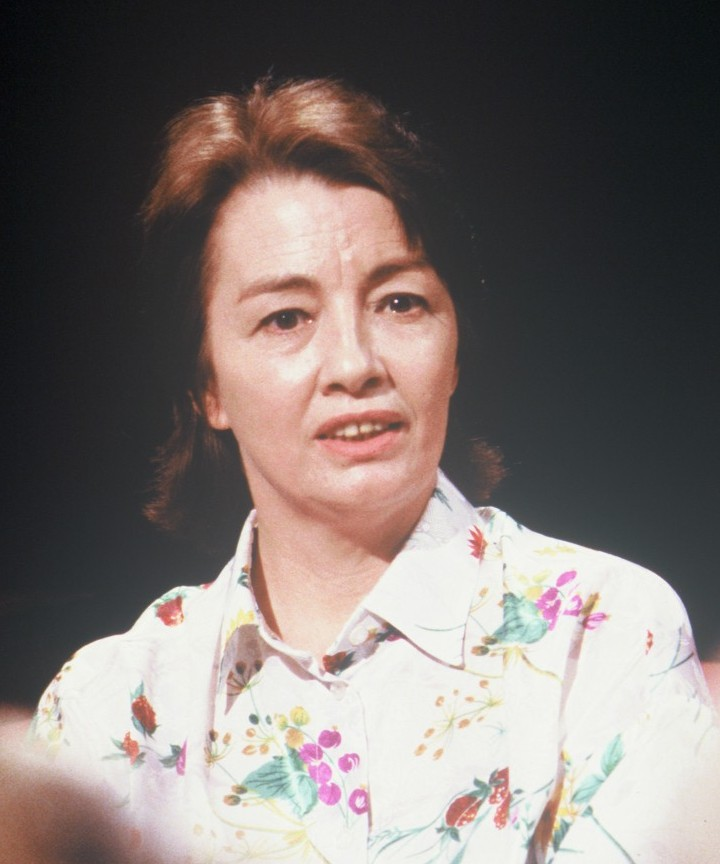
Christine Keeler († 2017)

- 2017: Christine Keeler, britisches Model
- 2017: Manuel Marín, spanischer Politiker
- 2017: Ali Abdullah Salih, jemenitischer Politiker, Staatspräsident
- 2019: Thomas Elsaesser, deutscher Filmwissenschaftler
- 2019: Bodo Staiger, deutscher Musiker
- 2020: Alain Bernaud, französischer Komponist
- 2022: Nick Bollettieri, US-amerikanischer Tennistrainer
- 2022: Manuel Göttsching, deutscher Musiker und Komponist
- 2022: Dominique Lapierre, französischer Schriftsteller
- 2022: Karl Merkatz, österreichischer Schauspieler
- 2022: Patrick Tambay, französischer Automobilrennfahrer
- 2023ː Juanita Castro, Autorin, CIA Kollaborateurin und Schwester der Castro-Präsidenten
- 2024ː Birgitta Ingeborg Alice von Schweden, schwedische Prinzessin

## Feier- und Gedenktage
- Kirchliche Gedenktage
  - Hl. Barbara von Nikomedien, Jungfrau, Märtyrerin und Schutzpatronin (evangelisch, katholisch, orthodox, armenisch, koptisch, syrisch)
  - Hl. Johannes von Damaskus, Mönch, Theologe und Kirchenvater (anglikanisch, katholisch, orthodox, armenisch, evangelisch: ELCA, LC-MS)
  - Gedenktag Unserer Lieben Frau in Jerusalem (orthodox, katholisch am 21. November)

- Namenstage
  - Barbara, Christian, Johannes

Weitere Einträge enthält die Liste von Gedenk- und Aktionstagen.